# المسيحية في كوريا الجنوبية
المسيحية هي أكبر ديانة منظمة في كوريا الجنوبية، حيث تمثل أكثر من نصف جميع أتباع المنظمات الدينية في كوريا الجنوبية. وفقاً لتعداد السكان عام 2015 هناك حوالي 13.5 مليون مسيحي في كوريا الجنوبية اليوم؛ ينتمي حوالي ثلثيهم إلى الكنائس البروتستانتية المختلفة (خصوصاً الكنيسة المشيخية)، في ينتمي حوالي 37% إلى الكنيسة الرومانية الكاثوليكية. وجدت المسيحية أرضاً خصبة وانتشاراً ملحوظاً في كوريا الجنوبية، وإرتفعت نسبة المسيحيين في البلاد من 2.0% عام 1945 إلى 29.3% عام 2010. كوريا الجنوبية هي أيضًا ثاني أكبر دولة ترسل المُبشيرين، بعد الولايات المتحدة.
وصل المذهب الكاثوليكي إلى البلاد لأول مرة خلال عهد أسرة جوسون المتأخرة من قبل الباحثين الكونفوشيوسيين الذين تعرفوا على المذهب الكاثوليكي في الصين. وفي عام 1603 عاد يي غوانغ جيونغ، الدُبلوماسي الكوري، من بكين حاملاً العديد من الكتب اللاهوتية التي كتبها ماتيو ريتشي، أحد المُبشرين اليسوعيين في الصين. وبدأ نشر المعلومات عن المسيحية من خلال الكتب، وزرعت بذور المسيحية الأولى في البلاد. في عام 1758 قام يونغجو ملك جوسون بحظر الكاثوليكية رسمياً باعتبارها «ممارسة شريرة». لتعود الكاثوليكية إلى البلاد مرة أخرى في عام 1785 من قبل يي سونغ هون، ومنذ ذلك الحين نشطت الإرساليات الكاثوليكية الفرنسيَّة والصينيَّة. نظر ملوك جوسون إلى الدين الجديد كتأثير هدّام وقاموا باضطهاد أتباعه الأوائل، وبلغت ذروة الاضطهاد الكاثوليكي في عام 1866، حيث قُتل أكثر من 8,000 كاثوليكي في جميع أنحاء البلاد، بما في ذلك تسعة مبشرين فرنسيين. وأدّى افتتاح كوريا إلى العالم الخارجي في أواخر القرن التاسع عشر إلى إتباع سياسة التسامح الديني مع الكاثوليك المُتبقين، وشهد القرن أيضاً وصول البروتستانتية عن طريق المبشرين الأمريكيين، ابتداءًا من عام 1884. وفي العقود الأخيرة من حقبة مملكة جوسون اعتنق الكوريين المسيحية إلى حد كبير، حيث نظرت كل من النخبة والملكية نفسها إلى النماذج الغربية لتحديث البلاد وأيدوا عمل المبشرين الكاثوليك والبروتستانت.
خلال الاحتلال الياباني لشبه الجزيرة الكورية في النصف الأول من القرن العشرين، تم تعزيز صلة المسيحية مع القومية الكورية، حيث حاول اليابانيون دمج المعتقدات الشامانية الكورية مع المعتقد الديني الشنتو. خلال الاحتلال الياباني لشبه الجزيرة الكورية تزايد التحول إلى المسيحية بشكل كبير. ومع تقسيم كوريا إلى دولتين بعد عام 1945، فرَّ العديد من السكان المسيحيين الكوريين الذين كانوا حتى ذلك الحين في النصف الشمالي من شبه الجزيرة إلى النصف الجنوبي. طوال النصف الثاني من القرن العشرين، سنَّت الدولة الكورية الجنوبية تدابير لزيادة تهميش المعتقدات الشامانية الكورية، وفي الوقت نفسه تعزيز المسيحية وإحياء البوذية.
لعبت المسيحيّة دورًا هامًا في إحياء الأفكار الوطنيَّة ودفع التطور الاقتصادي في كوريا الجنوبية، مثلًا لعبت الكنيسة المشيخية دورًا سياسيًا هامًا خلال فترة الإستعمار الياباني لشبه الجزيرة الكورية من عام 1910 حتى عام 1945، وإنتمت العديد من العائلات السياسيّة العريقة الكوريَّة للكنيسة المشيخية. كما وساهمت الكنائس المسيحية الكوريَّة في تقدم المجتمع الكوري خاصًة في مجالات الخدمة الطبية والتعليم، ولعبت المدارس المسيحية دورًا بارز في تقوية الوعي الوطني بين الشعب الكوري. وكان التأثير المسيحي على التعليم حاسماً، حيث بدأ المبشرون المسيحيون بتشيد 293 مدرسة وحوالي 40 جامعة بما في ذلك ثلاث من أكبر المؤسسات الأكاديمية في البلاد. ارتبطت المسيحية بالتعليم والتحديث الغربي. يُنظر في البلاد إلى الكاثوليكية والبروتستانتية كديانة للطبقة المتوسطة والشباب والمثقفين والحضريين، ويميل المسيحيين إلى أن يكونوا أفضل تعليماً بالمقارنة مع الجماعات الدينية الأخرى في كوريا الجنوبية. وفي أوائل القرن الحادي والعشرين، تباطأ نمو البروتستانتية، وربما يعود ذلك بسبب الفضائح الماليَّة التي تورطّ فيها قادة الكنيسة، أو الأصولية والصراع مع البوذيين. ويعزو بعض المحللين هذا أيضاً إلى العمل التبشيري المفرط الحماسة.

## تاريخ

### العصور المبكرة

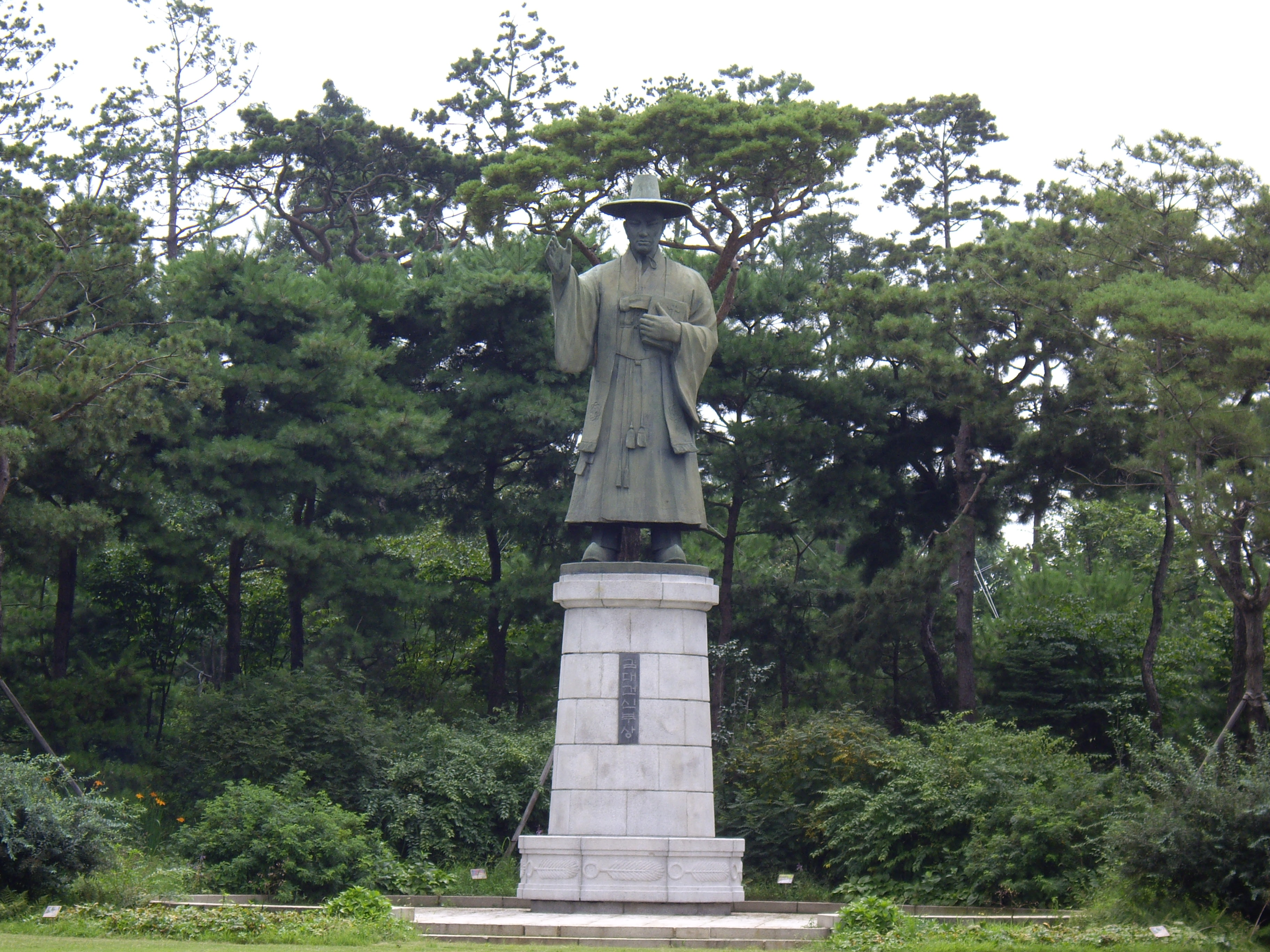
نصب للقديس أندرو كيم تياغون، أول كاهن كاثوليكي من أصول كوريَّة.

دخلت المسيحية في صورة المذهب الكاثوليكي إلى كوريا في القرن السابع عشر الميلادي عندما انتشرت نسخ الأعمال الدينية التي كتبها القس الكاثوليكي «ماتيو ريتشي» من عاصمة الصين بكين إلى كوريا حيث كانت مكتوبة باللغة الصينية وذلك خلال الرحلة السنوية الرسمية الكورية لإمبراطور الصين. وكانت هذه الكتب تحتوى العقائد الدينية وأخر ما وصلت إليه العلوم في الغرب مثل الساعة الشمسية وغيرها من الأمور التي جذبت انتباه علماء مملكة «جو سون» خاصة علماء مذهب التعليم العلمي سيل هاك. وبحلول القرن الثامن عشر الميلادي، اعتنق العديد من هؤلاء العلماء وأسرهم الكاثوليكية. إلا أنه لم يستطيع أحد من القساوسة دخول كوريا حتى عام 1785. وذلك عندما قام الأب بيتر جرامونت بعبور الحدود وبدأ في نشر الكاثوليكية بين الكوريين. وأخذ عدد الكاثوليك في الازدياد على رغم من أن التبشير بديانة أجنبية في أراضى كوريا كان أمراً ممنوعاً من الناحية القانونية. فضلاً عن العقاب القاسي تجاه ذلك. وفي عام 1863 كان في كوريا حوالي 23 ألف كاثوليكي يرأسهم 12 قسًا. ومع تولى داى وان كون أب ولي العهد العرش في عام 1863 اشتد اضطهاد الكاثوليك، وفي عام 1866 قامت بها الإمبراطورية الفرنسية الثانية بحملة ضد مملكة جونسون رداً على إعدام سبعة من المبشرين الكاثوليك الفرنسيين، واستمرت المواجهة على جزيرة غانغهوا ستة أسابيع تقريبًا. وكانت النتيجة تراجع النفوذ الفرنسي في المنطقة. واستمر اضطهاد الكاثوليك حتى عام 1876، عندما أجبرت كوريا على توقيع عدد من الاتفاقيات مع الدول الغربية. وفي عام 1925، تم تكريم 79 شهيداً كوريًا استشهدوا أثناء اضطهاد «مملكة جوسون»، وذلك في كاتدرائية القديس بطرس بروما العاصمة الإيطالية، كما كرم 24 كوريًا بنفس الطريقة في عام 1968.
في عام 1884 وصل المبشر التابع للفرقة المسيحية البروتستانتية والطبيب الأمريكى «هوراس آلان» إلى كوريا. وأعقبه من الولايات المتحدة المبشر التابع لنفس الفرقة «هوراس أدرو ود» والمبشر للفرقة المسيحية البروتستانتية الميثودية التابعة لمذهب (جون ويسلي) «هينرى أبنزكير» في السنة التالية. وتبعهم وصول العديد من المبشرين البروتستانت التابعين لمختلف الفرق في كوريا. حاليًا في كوريا الجنوبية الكنيسة المشيخية هي أكبر طائفة مسيحية. ساهم هؤلاء المبشرون في تقدم المجتمع الكوري خاصًة في مجالات الخدمة الطبيَّة والتعليم وذلك من أجل نشر عقيدتهم في كوريا. وشارك في حركات الاستقلال قادة بروتستانت كوريين منهم د. «سيو جاى بيل» و«تشى هو» و«لى سانغ جاى» وغيرهم. ولعبت المدارس البروتستانتية الخاصة مثل مدرسة «يون هي» ومدرسة «إي هوا» دوراً مهماً في تقوية الوعي الوطني بين الجمهور. ولعب التفسير الحرفي للتوراة عند البروتستانت الكوريين دوراً هامّاً في تثبيت ختان الذكور في هذا البلد.

### العصور الحديثة

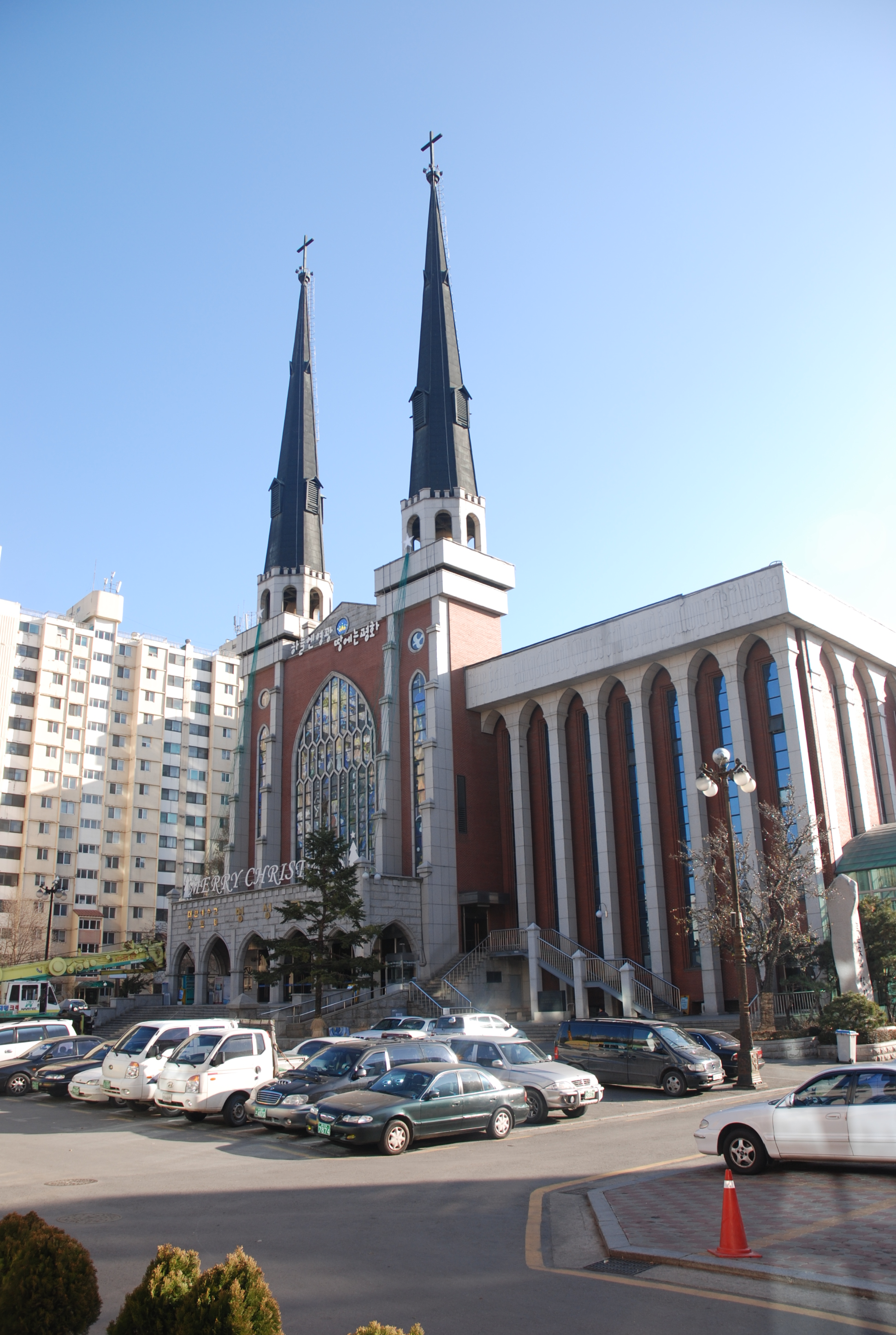
كنيسة مشيخية في العاصمة سيئول.

أنشأت جمعية سيؤل للشباب المسيحين في 1903 وتبعتها منظمات مسيحية أخرى. وقدمت هذه المنظمات برامجها الاجتماعية السياسية النشطة مما شجع إنشاء جماعات مسيحية جديدة وانضمام عدد كبير من الشباب الكوريين إليها. لم تلعب هذه الجماعات دورًا مهمًا في الأنشطة السياسية والتعليمية فقط، بل ساهمت في رفع الوعي الاجتماعي المضاد للخرافة والعادات السيئة أيضاً. وفي الوقت نفسه، ساهمت في حصول المرأة على حق المساواة وإزالة نظام الخلية وتبسيط الطقوس التقليدية. ونمت البروتستانتية نموًا مستمرًا من حيث أنها شهدت افتتاح أكبر مؤتمر لدراسة الإنجيل في كوريا عام 1905. وبعد أربع سنوات ظهرت حملة تسمى مليون روح للمسيح والتي بدأت في كوريا من أجل نشر الوعي البروتستانتي الجديد. لم يتم استقبال البروتستانتية في كوريا كعقيدة دينية فحسب، بل كمظهر سياسي واجتماعي وتعليمي وثقافي أيضًا.
خلال الاحتلال الياباني لشبه الجزيرة الكورية في النصف الأول من القرن العشرين، تم تعزيز صلات المسيحية مع القومية الكورية، حيث حاول اليابانيون دمج المعتقدات الشامانية الكورية مع المعتقد الديني الشنتو. خلال الاحتلال الياباني لشبه الجزيرة الكورية تزايد التحول إلى المسيحية بشكل كبير. في الفترة التي كانت فيها كوريا تحت السيطرة اليابانية، أصبحت المسيحية في جزء منها تعبيراً عن القومية الكورية في مواجهة جهود إمبراطورية اليابان لتعزيز اللغة اليابانية ودين الشنتو. وفي عام 1914 من بين 16 مليون شخص في كوريا، كان هناك 86,000 بروتستانتي وحوالي 79,000 كاثوليكي. وبُحلول عام 1934 وصلت تعدادهم إلى حوالي 168,000 وحوالي 147,000 على التوالي. وكان المبشرون المشيخيون ناجحين بشكل خاص، وأصبح التوافق مع الممارسات التقليدية مشكلة. في حين تسامح الكاثوليك مع طقوس الشنتو، طور البروتستانت بديلاً عن طقوس الأجداد الكونفوشيوسية من خلال دمج الطقوس الجنائزية للموت والكونفوشيوسية.
وقامت الشرطة التي كانت تُسيطر عليها الحكومة اليابانيَّة بجهود منتظمة لتقليل تأثير المبشرين؛ وهذا ما خفض التحول إلى المسيحية خلال عام 1911 وعام 1919. ساهمت التصريحات المثالية لرئيس الولايات المتحدة وودرو ويلسون حول تقرير مصير الأمم في النمو السريع للقومية الكورية في عشرينيات القرن العشرين، لكن خيبة الأمل التي نشأت بعد الحركة فشلت في تحقيق إصلاح ذي معنى. في عام 1924، أسس البروتستانت المجلس المسيحي الوطني الكوري لتنسيق الأنشطة وقسم البلاد إلى مناطق مخصصة لطوائف بروتستانتية محددة للرقابة، زأسس البروتستانت الكوريين أيضًا بعثات خارجية إلى الكوريين في الصين. وزاد عدد المبشرين الكاثوليك والمؤسسات الكاثوليكية في أثناء وبعد الحرب الكورية (1950-1953). ونتيجة لذلك، ازدهرت الكنيسة الكاثوليكية الكورية وتطورت إلى حد كبير، كما وضع لها أول سلم وظيفي للكهنوت عام 1962. وقد احتفلت الكنيسة الرومانية الكاثوليكية بعيدها المئوي الثاني بزيارة البابا يوحنا بولس الثاني لعاصمة كوريا سيؤل، وكرم 94 شهيد كوري وعشرة شهداء فرنسيين من المبشرين، وذلك عام 1984. وكان ذلك أول احتفال تقديس يقام خارج الفاتيكان. وبذلك أصبحت كوريا الدولة الرابعة في العالم من حيث عدد القديسين الكاثوليك الموجودين بها. ونجد في كوريا كتدرائية «ميونغ دونغ»، والجامعة الكاثوليكية التي تأسست عام 1855 وانتقلت من موقعها القديم إلى العاصمة سيؤل عام 1887.

### الوضع الحالي

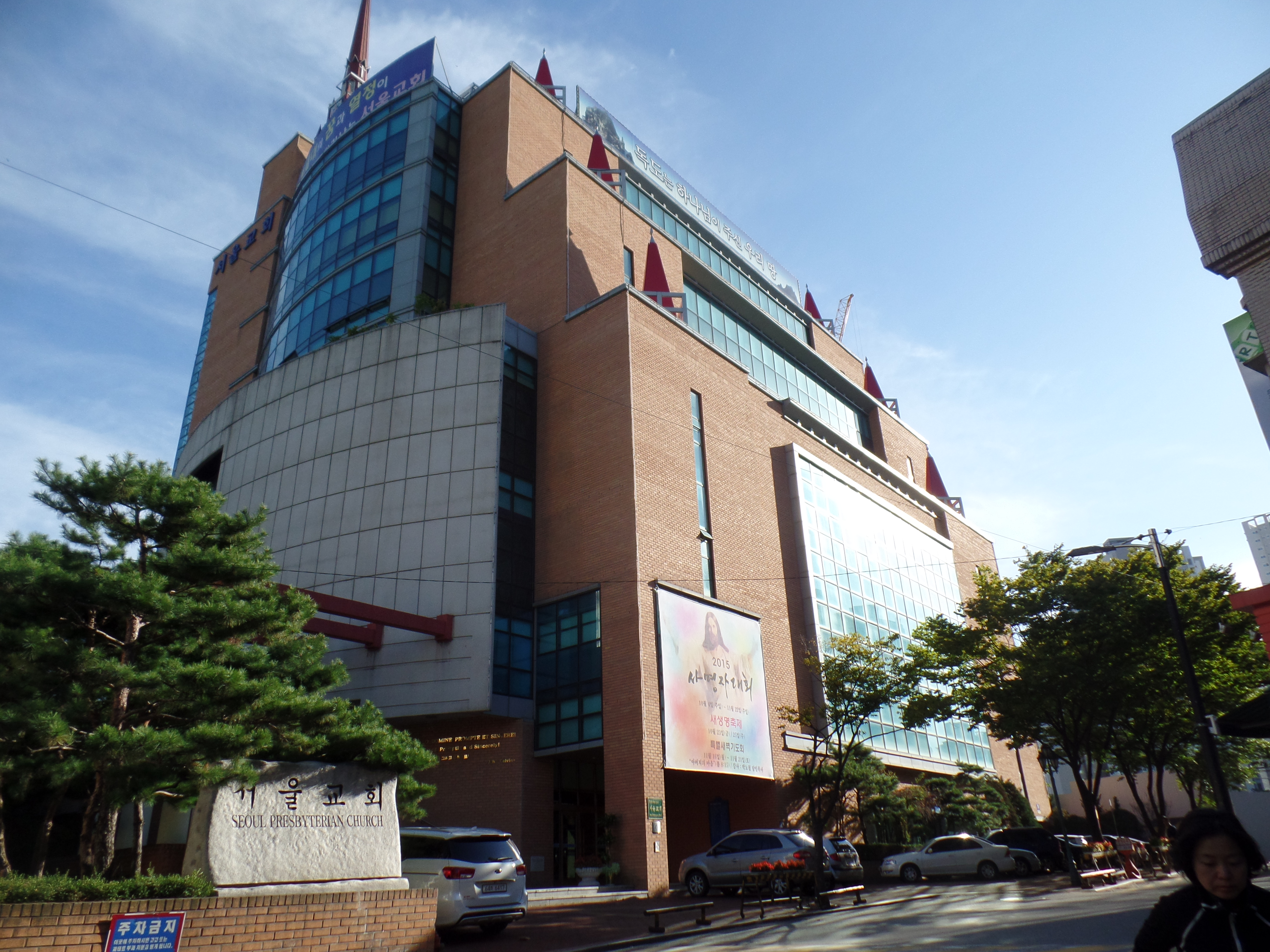
الكنيسة المشيخية في العاصمة سيئول.

المسيحيون في كوريا الجنوبية يختنون ذكورهم في الغالب رُغم أن شريعة الختان قد أسقطت في العهد الجديد أي أن مختلف الكنائس لا تلزم أتباعها بها. ومع تقسيم كوريا إلى دولتين بعد عام 1945، فرَّ العديد من السكان المسيحيين الكوريين الذين كانوا حتى ذلك الحين في النصف الشمالي من شبه الجزيرة إلى النصف الجنوبي. طوال النصف الثاني من القرن العشرين، سنَّت الدولة الكورية الجنوبية تدابير لزيادة تهميش المعتقدات الشامانية الكورية، وفي الوقت نفسه تعزيز المسيحية وإحياء البوذية. ليس من المعروف بالضبط عدد المسيحيين الذين بقوا في كوريا الشمالية اليوم. ويجادل سوكمان بأنه منذ عام 1945 نظر الكوريين على نطاق واسع إلى الكاثوليكية والبروتستانتية كدين للطبقة المتوسطة والشباب والمثقفين والحضريين والمحدثين. لقد كانت قوة قوية تدعم سعي كوريا الجنوبية نحو الحداثة والتغريب، ومعارضة اللإستعمار الياباني القديم والشيوعية في كوريا الشمالية.
ومع استمرار أعمال الشغب البوذية في عقد 1950، انخفض تأثير البوذية بين السكان، واستمرت البوذية في فقدان أتباعها في حين أكتسب المبشرين المسيحيين مؤمنين جدد، والذين تمكنوا من الاستفادة من نقاط ضعف الديانة البوذية في البلاد. وبحلول نهاية عقد 1960، كان هناك ما يقرب من نصف مليون كاثوليكي ومليون بروتستانتي في كوريا الجنوبية، ولكن خلال فترة «ازدهار التحول» التي انتهت في عقد 1980، زاد عدد الكاثوليك والبروتستانت بشكل أسرع من أي بلد آخر. ويميل المسيحيين إلى أن يكونوا أفضل تعليماً بالمقارنة مع الجماعات الدينية الأخرى في كوريا الجنوبية، وبحسب التقديرات لدى المسيحيين الكورييين أعلى نسبة من خريجي الجامعات والحاصلين على شهادة جامعية (50.4%) والحاصلين على درجات في الدراسات العليا (11.6%) للفرد في البلاد.

حصة المسيحيين من سكان كوريا الجنوبية عبر السنوات.

خلال عقد 1980 وعقد 1990، كانت هناك أعمال عدائية ارتكبها البروتستانت ضد البوذيين وأتباع الديانات التقليدية في كوريا الجنوبية، شمل ذلك إحراق المعابد وقطع رأس تماثيل بوذا وتخريب الممتلكات البوذية والديانات التقليدية الأخرى. بعض هذه الأفعال كان قد روج لها قساوسة الكنائس البروتستانتية. وكان هناك العديد من الانتقادات السياسية والاجتماعية في المشهد المسيحي الكوري منذ تولي الرئيس المشيخي إي ميونغ باك السلطة. واقترحت حكومة كوريا الجنوبية تقييد المواطنين الكوريين الجنوبيين الذين يعملون في أعمال تبشيرية في الشرق الأوسط. وتعرض الرئيس إي ميونغ باك لإنتقادات لمشاركته في تجمع صلاة مسيحي على المستوى الوطني في مارس عام 2011 مما يشير إلى وجود لتأثير بروتستانتيّ قوي ومحتمل في السياسة الكورية الجنوبية العلمانية. وعلى نحو متقطع تتصاعد التوترات الطائفية بين البروتستانت الأصوليين والبوذيين أحيانًا بسبب ما يُنظر إليه على أنه ميل للمسؤولين الحكوميين - وكثير منهم من المسيحيين عموماً والبروتستانت خصوصاً - لإمالة التوازن السياسي لصالح المسيحيين على حساب البوذيين، مما أدّى إلى الاستياء من ذلك داخل المجتمع البوذي. وتجدر الإشارة بشكل خاص إلى صعود إي ميونغ باك إلى الرئاسة عندما أصبحت نسبة المسيحيين عالية في الحكومة، حيث كان هناك 12 مسيحيًا مقابل بوذي واحد فقط. وأشار تقرير نشرته ذي إيكونوميست عام 2019 إلى أنَّ الإنجيليين البروتستانت في كوريا الجنوبية يتمتعون بقوة سياسية كبيرة، وتعود صلاتهم بالنخبة الحاكمة إلى أيام باك تشونغ هي. وبحسب تقارير مختلفة ترتبط كنيسة سومانج المشيخية في حي كانغنام مع النخبة الاجتماعية والسياسية في العاصمة سيئول.
على الرغم من أنَّ كوريا الجنوبية ليس لديها أغلبية مسيحية واضحة، وجدت المسيحية أرضاً خصبة وانتشاراً ملحوظاً في كوريا الجنوبية، وتوسعت أعداد المسيحيين بسرعة كبيرة في العقود الأخيرة؛ حيث إرتفعت نسبة المسيحيين في البلاد من 2.0% عام 1945 إلى 29.3% عام 2010. ومنذ عقد 1960 ازدهرت الكنائس المسيحية بجميع أنواعها، وتضم البلاد بعضًا من أكبر التجمعات الإنجيلية والخمسينية في العالم. لكن منذ عقد 2010 تباطأ نمو البروتستانتية في البلاد، وربما يعود ذلك بسبب الفضائح الماليَّة التي تورطّ فيها قادة الكنيسة، أو الأصولية والصراع مع البوذيين. ويعزو بعض المحللين هذا أيضاً إلى العمل التبشيري المفرط الحماسة. قَبِل البابا فرنسيس الدعوة لزيارة كوريا الجنوبية في أغسطس من عام 2014. وتوجت الزيارة التي استمرت أربعة أيام بقداس بابوي في كاتدرائية ميونغ دونغ، مقر أبرشية سيول في 18 أغسطس. خلال القداس في 16 أغسطس، قام البابا بتطويب 124 من الشهداء الكاثوليك الكوريين.

## ديموغرافيا

### أسباب نمو المسيحية
تضمنت العوامل المساهمة في نمو الكاثوليكية والبروتستانتية الحالة المتدهورة للبوذية الكورية، ودعم النخبة الفكرية لإنتشار المسيحية في البلاد، وتشجيع الدعم الذاتي والحكم الذاتي بين أعضاء الكنيسة الكورية المحلية، وأخيراً بسبب تماهي المسيحية مع القومية الكورية. نمت المسيحية بشكل ملحوظ في السبعينيات والثمانينيات من القرن العشرين. في التسعينيات والعقد الأول من القرن الحادي والعشرين، استمرت المسيحية في النمو، ولكن بمعدل أبطأ. تُهيمن المسيحية بشكل خاص في غرب البلاد بما في ذلك سيول وإنتشون ومناطق غيونغي وهونام. ترتبط المسيحية في كوريا الجنوبية بالطبقة المتوسطة والشباب والمثقفين والحضريين، ويميل المسيحيين إلى أن يكونوا أفضل تعليماً بالمقارنة مع الجماعات الدينية الأخرى في كوريا الجنوبية.

### التعداد السكاني
| الديانة       | 1950-1962 | 1950-1962 | 1985  | 1985  | 1995       | 1995  | 2005       | 2005  | 2015       | 2015  |
| الديانة       | تعداد     | %         | تعداد | %     | تعداد      | %     | تعداد      | %     | تعداد      | %     |
| ------------- | --------- | --------- | ----- | ----- | ---------- | ----- | ---------- | ----- | ---------- | ----- |
| المسيحيَّة      | -         | 5-8%      | -     | 20.7% | 11,390,000 | 26.0% | 13,461,000 | 29.2% | 13,566,000 | 27.6% |
| البروتستانتية | -         | 2.8%      | -     | 16.1% | 8,505,000  | 19.4% | 8,446,000  | 18.2% | 9,676,000  | 19.7% |
| الكاثوليكية   | -         | 2.2%      | -     | 4.6%  | 2,885,000  | 6.6%  | 5,015,000  | 10.8% | 3,890,000  | 7.9%  |
| البوذية       | -         | 2.6%      | -     | 19.9% | 10,154,000 | 23.2% | 10,588,000 | 22.8% | 7,619,000  | 15.5% |
| آخرون         | -         | 92.4%     | -     | 2.1%  | -          | 1.2%  | -          | 1%    | -          | -     |
| لادينيَّة       | -         | -         | -     | 57.3% | -          | 49.6% | -          | 47.2% | -          | 56.9% |

بحسب بعض المراقبين، فإن الانخفاض الحاد في نسب وتعداد بعض الديانات (الكاثوليكية والبوذية) المسجل بين تعداد عام 2005 وعام 2015 يرجع إلى التغيير في منهجية المسح بين التعدادين. بينما كان تعداد عام 2005 عبارة عن تحليل كامل للسكان ("مسح كامل") من خلال أوراق البيانات التقليدية التي جمعتها كل عائلة، تم إجراء إحصاء عام 2015 إلى حد كبير عبر الإنترنت واقتصر على عينة من حوالي 20% من سكان كوريا الجنوبية. لقد قيل إن تعداد عام 2015 قد أثر سلبًا على سكان الريف، الذين هم في الغالب أكثر بوذية وكاثوليكية وأقل دراية بالإنترنت، في حين أنه يُفّضل السكان البروتستانت، الذين هم أكثر حضريين وهم عمومًا من سكان مدن الكبرى ولديهم وصول أسهل إلى الإنترنت. انتقدت كل من المجتمعات البوذية والكاثوليكية نتائج التعداد السكاني لعام 2015.

### دراسة بيو
| الديانة  | 1900 | 1995 | 1970 | 1985 | 1995 | 2005 | 2010 |
| الديانة  | %    | %    | %    | %    | %    | %    | %    |
| -------- | ---- | ---- | ---- | ---- | ---- | ---- | ---- |
| المسيحيَّة | 1%   | 8%   | 18%  | 21%  | 26%  | 28%  | 29%  |

### الانتشار حسب المقاطعة
| المقاطعة                    | البوذية | البروتستانتية | الكاثوليكية | مجمل المسيحية | لادينية وآخرون |
| --------------------------- | ------- | ------------- | ----------- | ------------- | -------------- |
| مدينة سول الخاصة            | 16.8%   | 22.8%         | 14.2%       | 37.0%         | 46.2%          |
| بوسان                       | 39.2%   | 10.4%         | 7.4%        | 17.8%         | 43%            |
| دايغو                       | 33.4%   | 10.4%         | 9.8%        | 20.2%         | 46.4%          |
| إنتشون                      | 13.8%   | 22.4%         | 13.7%       | 36.1%         | 50.1%          |
| غوانغجو                     | 14.4%   | 19.7%         | 13%         | 32.7%         | 52.9%          |
| دايجون                      | 21.8%   | 20.5%         | 10.7%       | 31.2%         | 47%            |
| مقاطعة غيونغي               | 16.8%   | 21.9%         | 12.4%       | 34.3%         | 51.1%          |
| مقاطعة غانغوون              | 23%     | 15.6%         | 9.1%        | 24.7%         | 52.3%          |
| مقاطعة تشنغتشونغ الشمالية   | 23.8%   | 15.1%         | 9.9%        | 25.0%         | 51.2%          |
| مقاطعة تشنغتشونغ الجنوبية   | 20.5%   | 19.6%         | 9.1%        | 28.7%         | 50.8%          |
| مقاطعة جولا الشمالية        | 12.8%   | 26.3%         | 11.4%       | 37.7%         | 49.5%          |
| مقاطعة جولا الجنوبية        | 16.1%   | 21.8%         | 8.7%        | 30.2%         | 53.4%          |
| مقاطعة غيونغسانغ الشمالية   | 33.9%   | 11.5%         | 7.1%        | 18.6%         | 47.5%          |
| مقاطعة غيونغسانغ الجنوبية   | 40%     | 8.8%          | 6%          | 14.8%         | 45.2%          |
| مقاطعة جيجو المستقلة الخاصة | 32.7%   | 10.3%         | 7.2%        | 17.5%         | 49.8%          |
| كوريا الجنوبية              | 22.8%   | 18.3%         | 10.9%       | 29.2%         | 46.5%          |

### حسب الفئة العمرية
| الفئة العمرية (2015)                    | بوذية | كاثوليكية | بروتستانتية | مجمل المسيحية | أديان أخرى | لادينية |
| --------------------------------------- | ----- | --------- | ----------- | ------------- | ---------- | ------- |
| 20-29                                   | 10%   | 7%        | 18%         | 25%           | 1%         | 65%     |
| 30-39                                   | 12%   | 8%        | 19%         | 27%           | 1%         | 62%     |
| 40-49                                   | 16%   | 7%        | 20%         | 27%           | 1%         | 57%     |
| 50-59                                   | 22%   | 9%        | 19%         | 28%           | 1%         | 49%     |
| 60-69                                   | 26%   | 10%       | 21%         | 31%           | 1%         | 42%     |
| 70-79                                   | 27%   | 10%       | 21%         | 31%           | 1%         | 41%     |
| 80-85                                   | 24%   | 10%       | 22%         | 32%           | 2%         | 42%     |
| 85 وما فوق                              | 21%   | 11%       | 23%         | 34%           | 2%         | 43%     |
| الأديان الأخرى تتضمن الكونفوشية وغيرها. |       |           |             |               |            |         |

### حسب الجنس
| الجنس                                   | بوذية | كاثوليكيَّة | بروتستانتيَّة | مجمل المسيحية | أديان آخرى | لادينية |
| --------------------------------------- | ----- | --------- | ----------- | ------------- | ---------- | ------- |
| ذكور                                    | 14%   | 7%        | 18%         | 25%           | 1%         | 61%     |
| نساء                                    | 17%   | 9%        | 22%         | 31%           | 1%         | 52%     |
| الأديان الأخرى تتضمن الكونفوشية وغيرها. |       |           |             |               |            |         |

## الطوائف المسيحية

### البروتستانتية

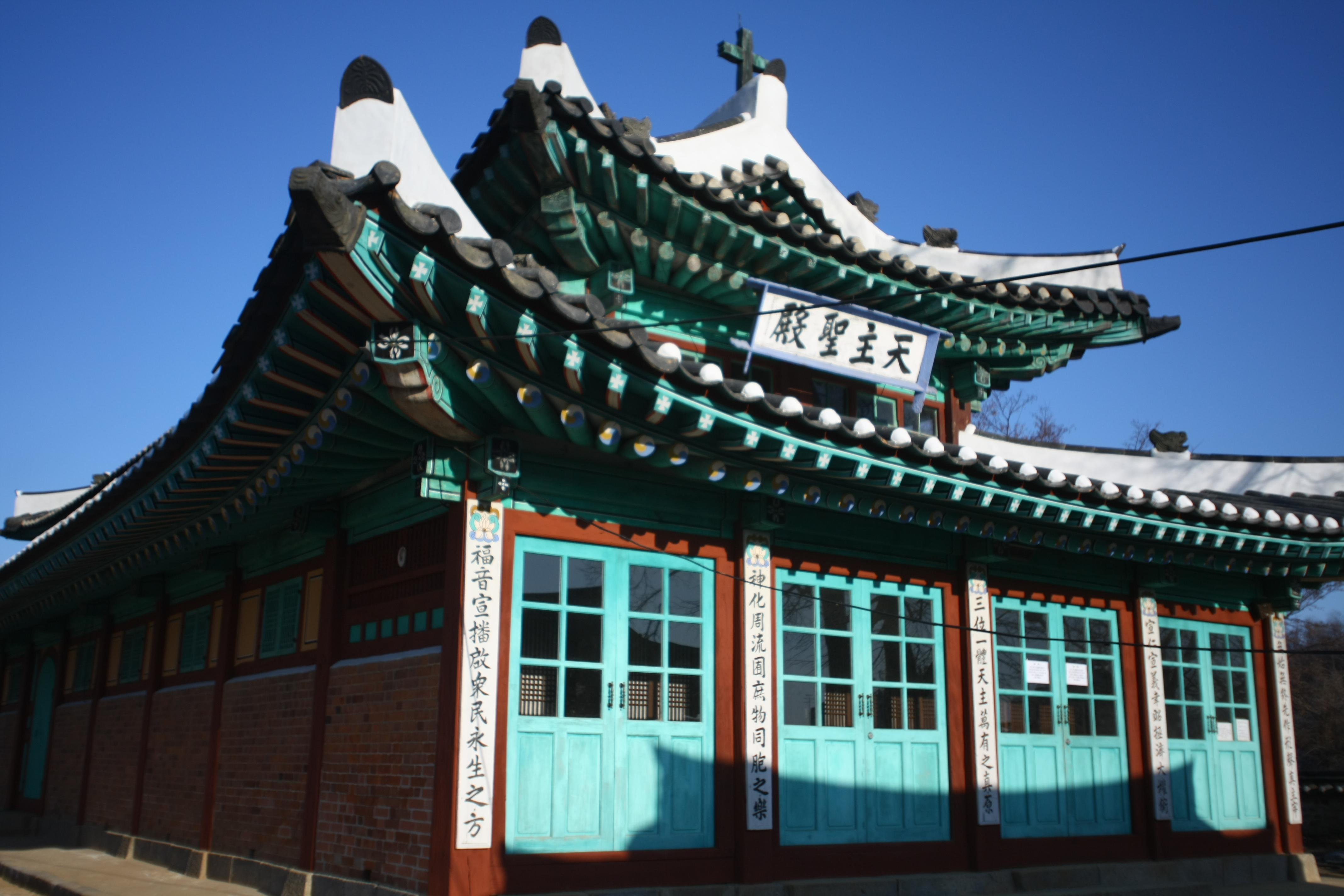
كنيسة أونسوري الأنجليكانية.

كثيرًا ما يُشار على كوريا الجنوبية في الأوساط البروتستانتية على أنها قوة إنجيليّة عظمى لكونها موطنًا لبعض أكبر وأنشط الكنائس المسيحية في العالم. كما وتتصدر كوريا الجنوبية المرتبة الثانية بعد الولايات المتحدة من حيث عدد المبشرين المُرسلين في الخارج. وفقًا لتعداد السكان عام 2015 حوالي 19.7% من سكان كوريا الجنوبية من البروتستانت أي حوالي 9.6 مليون شخص، ويتنمي الغالبيَّة العظمى من البروتستانت الكوريين إلى الكنيسة المشيخية.
في عام 1884 وصل المبشر التابع للفرقة المسيحية البروتستانتية والطبيب الأمريكى «هوراس آلان» إلى كوريا، وأعقبه من الولايات المتحدة المبشر التابع لنفس الفرقة «هوراس أدرو ود» والمبشر للفرقة المسيحية البروتستانتية الميثودية التابعة لمذهب (جون ويسلي) «هينرى أبنزكير» في السنة التالية. وتبعهم وصول العديد من المبشرين البروتستانت التابعين لمختلف الفرق في كوريا. ساهم المبشرون البروتستانت في تقدم المجتمع الكوري خاصًة في مجالات الخدمة الطبيَّة والتعليم وذلك من أجل نشر عقيدتهم في كوريا. وشارك في حركات الاستقلال قادة بروتستانت كوريين منهم د. «سيو جاى بيل» و«تشى هو» و«لى سانغ جاى» وغيرهم. ولعبت المدارس البروتستانتية الخاصة مثل مدرسة «يون هي» ومدرسة «إي هوا» دوراً مهماً في تقوية الوعي الوطني بين الجمهور. ولعب التفسير الحرفي للتوراة عند البروتستانت الكوريين دوراً هامّاً في تثبيت ختان الذكور في هذا البلد. وصرّح الأستاذ جيمس هـ. غرايسون من كلية دراسات شرق آسيا بجامعة شفيلد بأن البروتستانتية كانت قوة ديناميكية في الحياة الكورية، وكان لها تأثير إيجابي على الديانات الأخرى. وكان على الكاثوليك والبوذيين التنافس وتبني العديد من الطرق التي ابتكرها البروتستانت.

### الكاثوليكية

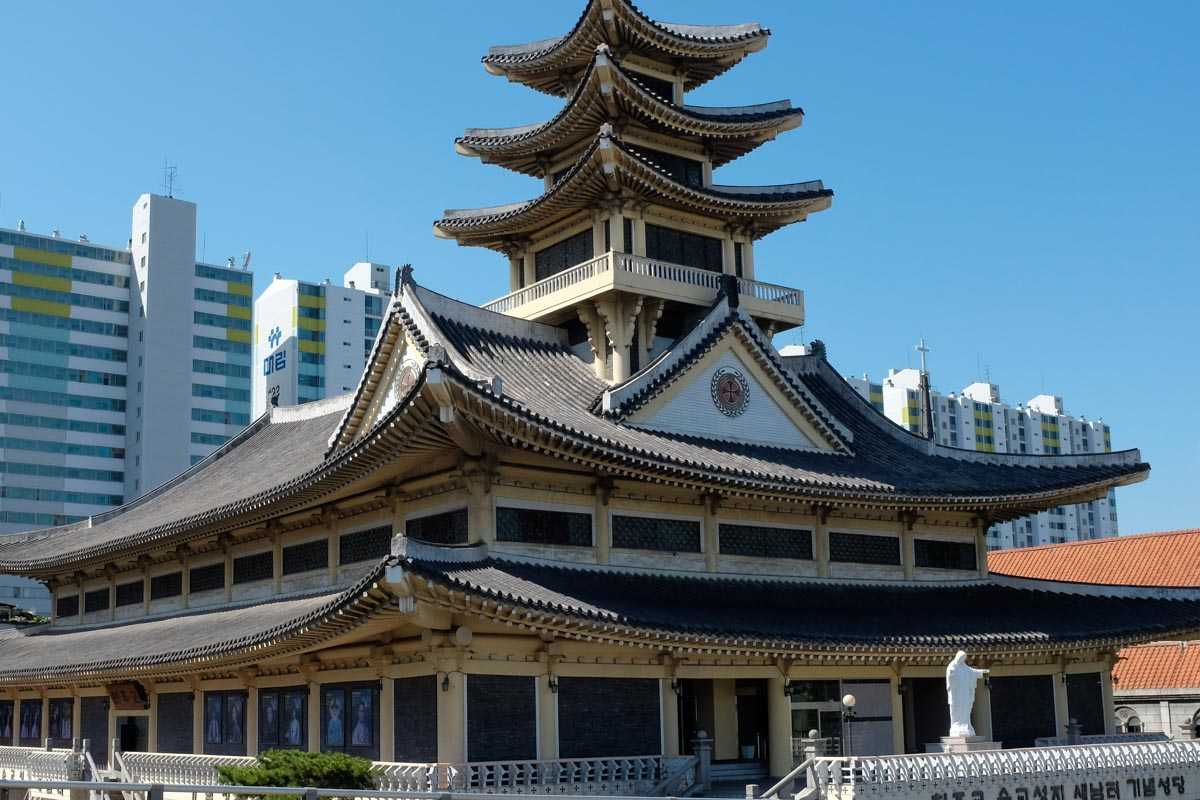
ضريح سولمو الكاثوليكي في مدينة دانغجين.

الكنيسة الكاثوليكية الكورية هي جزء من الكنيسة الكاثوليكية العالمية في ظل القيادة الروحية للبابا في روما ومجلس الأساقفة الكوري. وفقًا لتعداد السكان عام 2015 حوالي 7.9% من سكان كوريا الجنوبية من الكاثوليك أي حوالي 3.8 مليون شخص. وشهدت الكنيسة الكاثوليكية في كوريا الجنوبية نمواً ملحوظاً في السنوات الأخيرة، حيث زادت نسبة أعضائها بنسبة 7.9% من السكان إلى 11%، وفي نهاية عام 2017 كان هناك 5.8 مليون كاثوليكي في كوريا الجنوبية أي 11.0% من السكان. وفي عام 2017، نمت الكنيسة بنسبة 1.3%، مع أكثر من 75,000 متحول للمذهب الكاثوليكي. ويتوزع كاثوليك البلاد على خمسة عشرة أبرشيَّة وثلاثة أسقفيات؛ وتملك الكنيسة الكاثوليكية الكورية حوالي سبعة وعشرين مستشفى، وحوالي خمسة عشرة دار تمرض، وحوالي 220 روضة أطفال، وحوالي 652 مدرسة أحد، وحوالي سبعة مدارس ابتدائية، وحوالي خمسة وستين إعدادية وثانوية، وحوالي عشرة مدارس للتعليم المهني وتسعة جامعات كاثوليكية.
ويعتبر مستشفى سانت ماري سيول التابع للجامعة الكاثوليكية أكبر مستشفى في كوريا الجنوبية. في عام 2014، نمت الكنيسة بنسبة 2.2% حيث تحول أكثر من 98,000 كوري للمذهب الكاثوليكي. وتأتي كوريا الجنوبية كثاني أكبر الدول الآسيويَّة التي تضم أكبر أعداد من الكاثوليك بعد الفلبين. وفي عام 2005 ضمت البلاد 1,400 رعية يخدمها حوالي 3,200 كاهن. لم يتم تقسيم التسلسل الكاثوليكي في كوريا قط بين الجنوب والشمال، بنفس الطريقة التي لم ينقسم فيها التسلسل الهرمي الكاثوليكي في ألمانيا بين الشرق والغرب أو في أيرلندا بين الحدود التي تم إنشاؤها بشكل مصطنع. على سبيل المثال، تقع بعض أجزاء إقليمية من أبرشية سيئول في كوريا الشمالية. ومع ذلك، منذ الانقسام السياسي لكوريا في عام 1945، اختلف تطور ونمو الكاثوليكية في الشمال والجنوب.
دخلت الكاثوليكية إلى كوريا في القرن السابع عشر الميلادي عندما انتشرت نسخ الأعمال الدينية التي كتبها القس الكاثوليكي «ماتيو ريتشى» من عاصمة الصين بكين إلى كوريا حيث كانت مكتوبة باللغة الصينية وذلك خلال الرحلة السنوية الرسمية الكورية لإمبراطور الصين. وكانت هذه الكتب تحتوى العقائد الدينية وأخر ما وصلت إليه العلوم في الغرب مثل الساعة الشمسية وغيرها من الأمور التي جذبت انتباه علماء مملكة «جو سون» خاصة علماء مذهب التعليم العلمي سيل هاك. وبحلول القرن الثامن عشر الميلادي، اعتنق العديد من هؤلاء العلماء وأسرهم الكاثوليكية. إلا أنه لم يستطيع أحد من القساوسة دخول كوريا حتى عام 1785. وذلك عندما قام الأب بيتر جرامونت بعبور الحدود وبدأ في نشر الكاثوليكية بين الكوريين. وأخذ عدد الكاثوليك في الازدياد على رغم من أن التبشير بديانة أجنبية في أراضى كوريا كان أمراً ممنوعاً من الناحية القانونية. فضلاً عن العقاب القاسي تجاه ذلك. وفي عام 1863 كان في كوريا حوالي 23 ألف كاثوليكي يرأسهم 12 قسًا. ومع تولى داى وان كون أب ولي العهد العرش في عام 1863، اشتد اضطهاده للكاثوليك واستمر هذا الوضع حتى عام 1876، عندما أجبرت كوريا على توقيع عدد من الاتفاقيات مع الدول الغربية. وفي عام 1925، تم تكريم 79 شهيداً كوريًا استشهدوا أثناء اضطهاد مملكة «جو سون»، وذلك في كنيسة القديس بطرس بروما العاصمة الإيطالية، كما كرم 24 كوريًا بنفس الطريقة في عام 1968.

### الأرثوذكسية

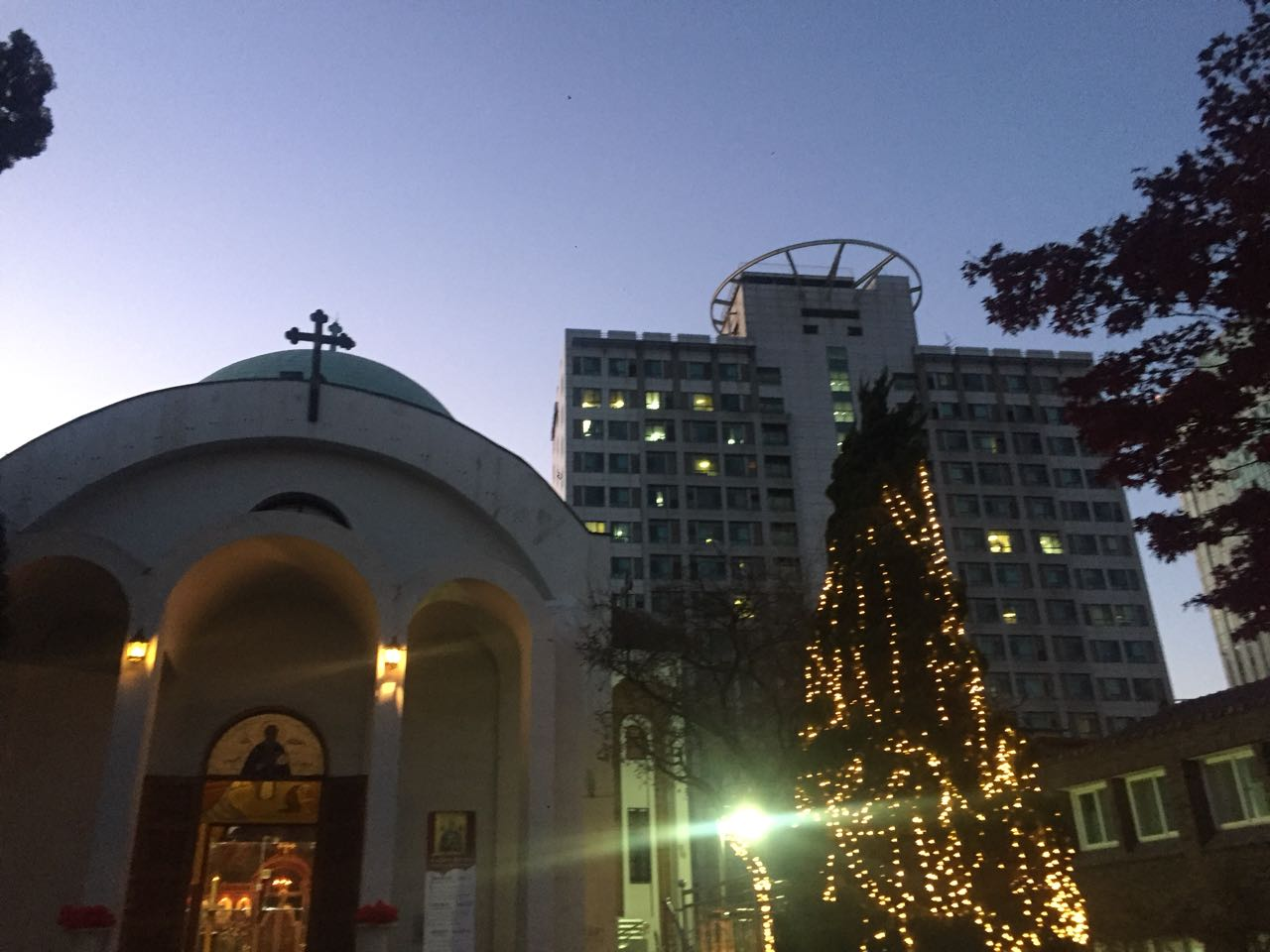
كنيسة القديس نقولا الأرثوذكسية في مدينة سول.

تُمثل الكنيسة الأرثوذكسية الشرقية حوالي خمسة آلاف شخص في كوريا الجنوبية، أو 0.005% من إجمالي السكان. يتبعون روحياً ميتروبوليس كوريا التي تتبع سلطة بطريركية القسطنطينية المسكونية، وقد رفع مجمعها المقدس الأبرشية المزدهرة في كوريا في عام 2004 إلى مرتبة «ميتروبوليس». وصل أوائل المبشرون الأرثوذكس كوريا عام 1900، وقد قدموا من الإمبراطورية الروسية. وفي عام 1903، تم إنشاء أول كنيسة أرثوذكسية شرقية في الأراضي الكورية. ومع ذلك، أدت الحرب الروسية اليابانية في عام 1904 والثورة الروسية في عام 1918 إلى توقف أنشطة البعثة الأرثوذكسيََة. بعد أن اختطف الجيش الكوري الشمالي القس الأرثوذكسي الوحيد في ذلك الوقت، أليكسي كيم، في بداية الحرب الكورية في عام 1950، وبعد تدمير مبنى كنيسة القديس نيكولاس في قصف سيئول عام 1951، كان القطيع الصغير من المؤمنين الأرثوذكس معرضًا لخطر الفناء. في عام 1955، كتب المؤمنون الأرثوذكس في كوريا رسالة إلى المجمع المقدس للبطريركية المسكونية يطلبون فيها الخضوع للعناية الروحية والولاية القضائية للبطريركية المسكونية. تم قبول طلبهم، وبدأ تطور ونمو الكنيسة الأرثوذكسية الشرقية في كوريا في التسارع. وكانت الكنيسة القبطية الأرثوذكسية هي الكنيسة الأرثوذكسية المشرقية الأولى التي تأسست في سيول عام 2013 لخدمة الأقباط المصريين والإثيوبيين المقيمين في كوريا الجنوبية.

### طوائف مسيحية أخرى
يعود أصول كنيسة يسوع المسيح لقديسي الأيام الأخيرة (المورمون) في كوريا الجنوبية إلى معمودية كيم هو جيك في عام 1951، لتنمو لاحقاً وفي عام 2012 ضمت الكنيسة على حوالي 81,628 عضوًا بالإضافة إلى معبد واحد في سيول. تضم الكنيسة أيضاً على أربع بعثات مورمونية (سيول، ودايجون، وبوسان، وسيول الجنوبية)، والتي تضم على 128 جماعة، وأربعة وعشرون مركزًا لتاريخ العائلة.
الحركة التوحيدية المعروفة أيضًا باسم الكنيسة التوحيدية هي حركة دينية عالمية جديدة يُدعى أعضاؤها أحيانًا باسم المونيين أو المونيز. تأسست هذه الحركة رسميًا عام 1954 باسم جمعية الروح المقدسة من أجل توحيد المسيحية العالمية في سول عاصمة كوريا الجنوبية على يد الزعيم الديني ورجل الأعمال الكوري سون ميونغ مون (1920 – 2012) المعروف أيضًا بنشاطه في المجالات الاجتماعية والسياسية. في عام 1994 استبدل مون جمعيته القديمة بمنظمة جديدة اسمها الاتحاد العائلي للسلام العالمي والتوحيد. وقد مولت الحركة العديد من المنظمات والشركات في وسائل الإعلام الإخبارية والتعليم والسياسة والنشاط الاجتماعي. في عام 2003، بدأ أعضاء كنيسة التوحيد الكورية حزبًا سياسيًا باسم «حزب الله، والسلام، والتوحيد، والبيت».
لم تكتسب الكنيسة التوحيدية المسيحية وكنائس السلام القائلة بتجديدية العماد موطئ قدم قوي في شبه الجزيرة. جذب فكر الكويكرز لفترة وجيزة أتباعًا على المستوى الوطني في أواخر القرن العشرين، بسبب جهود هام سيوك هيون. ومع ذلك، بعد وفاة هام سيوك هيون، انخفض الاهتمام بالكويكرز.

## التأثير في المجتمع

### التبشير

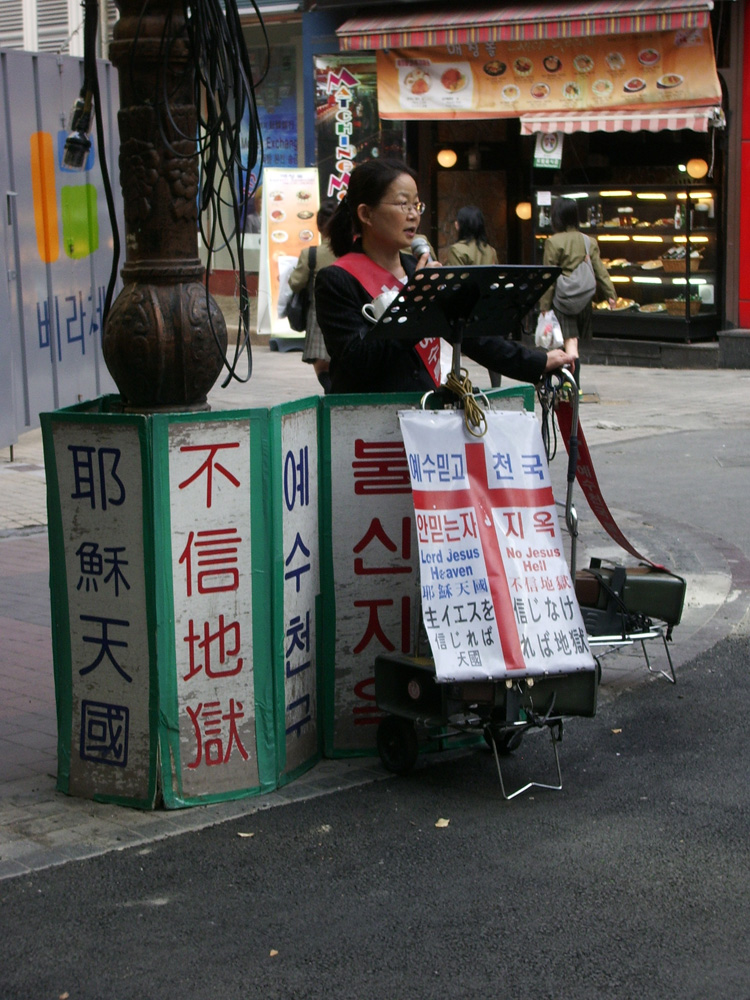
مبشرّة بروتستانتيّة؛ ينشط الكوريون المسيحيون في التبشير.

في عقد 1960، عملت الكنيسة البروتستانتية مع الأشخاص الذين تعرضوا للتمييز. وبما أن الاقتصاد الكوري كان آخذ في الازدياد، فقد برزت قضية القوى العاملة الصناعية كواحدة من أهم مجالات عمل التبشير. وأرسلت الكنائس رجال الدين الصناعيين للعمل بين العمَّال داخل المصانع. وبالإضافة إلى ذلك، أصبحت الخدمة العسكرية إلزامية للرجال في كوريا الجنوبية، وأصبح الجزء الذي يلعبه فيلق القساوسة في القوات المسلحة له نفس القدر من الأهمية. فقد تحول العديد من الجنود إلى المسيحية خلال خدمتهم العسكرية.
في كوريا الجنوبية 36 ألف كنيسة عاملة ونشيطة جدًا. ويتميز الكوريون بالحماس الديني في التبشير بالمسيحية في آسيا والعالم. وهناك مبشرون كوريون منتشرون في أنحاء العالم لهذا الغرض. حتى أصبحت كوريا الجنوبية ثاني أكبر مصدر للمبشرين بالرغم من مرور ما يقرب من عقدين من بدء نشرهم. فهناك 12 ألف مبشر كوري جنوبي خارج البلاد. في أكثر من 1,660 بعثة موجهة إلى 160 دولة منهم بعض الدول الإسلامية. ووفقًا لقاعدة بيانات المسيحيّة العالميّة نمت المسيحية في كوريا الجنوبية من 20.7% في عام 1985 إلى 29.2% في عام 2005. ويُشار إلى كوريا الجنوبية باعتبارها «قوة إنجيلية عظمى» لكونها موطن لبعض أكبر وأنشط الكنائس المسيحية في العالم، حيث أنها ثاني أكبر مصدر للمبشرين بعد الولايات المتحدة.
كان المبشرون الكوريون الجنوبيون الذين يخدمون في مناطق نافذة 10/40. في عام 2000 كان هناك 10,646 مبشر بروتستانتي من كوريا الجنوبية يعملون في 156 دولة، إلى جانب عدد غير معلوم من المبشرين الكاثوليك. وفقاً لمقال نشر عام 2004 «أرسلت كوريا الجنوبية أكثر من 12,000 مُبشر إلى أكثر من 160 دولة بالمقارنة مع حوالي 46,000 مبشر أميركي وحوالي 6,000 مبشر بريطاني، وذلك وفقاً لمعطيات المنظمات التبشيرية في كوريا الجنوبية والغرب». ووفقاً لمقال يعود إلى عام 2007 لدى «كوريا 16,000 مبشر يعملون في الخارج، وتأتي في المرتبة الثانية بعد الولايات المتحدة». وفي عام 1980 أرسلت كوريا الجنوبية 93 المبشرين وبحلول عام 2009 كان هناك حوالي 20,000 مُبشرين كوري جنوبيّ. وصف آرون تان، مدير شركة الهندسة المعمارية في هونغ كونغ أن المشهد الليلي لمدينة سول بأنه «مليء بالصلبان المسيحية المتوهجة».

### التغيير الاجتماعي
يعتقد كثير من المسيحيين الكوريين أن قيمهم كان لها تأثير إيجابي على العلاقات الاجتماعية المختلفة. تم ترتيب المجتمع الكوري التقليدي بشكل هرمي وفقًا لمبادئ الكونفوشيوسية تحت سلطة الإمبراطور شبه الإلهي. ولم تكن توجد للمرأة أي حقوق اجتماعية، وكان الأطفال خاضعين تمامًا لأبوينهم، ولم يتمتع الأفراد بحقوق إلا فيما يُعرّفه النظام الاجتماعي العام. وقد واجه هذا الهيكل تحديًا من قبل التعليم المسيحي أنَّ جميع البشر خلقوا على صورة الله، وبالتالي أن كل واحد منهم متساوي وله قيمة أساسية. ووفقًا لما ذكره كيم هان سيك، فإن هذا المفهوم يؤيد أيضًا فكرة امتلاك الأفراد لأفراد العائلة وليس الأسر. وكان المسيحيون يعتبرون الإمبراطور مجرد رجل تحت سلطة الله كما كان رعاياه، وحبذت القيم المسيحية تحبذ التحرر الاجتماعي للنساء والأطفال. حيث سمحت الكنيسة بزواج الأرامل مرة أخرى وهو تقليد الذي لم يكن مسموحًا به في مجتمعات شرق آسيا، وحظرت المحظية وتعدد الزوجات، وحرمت القسوة من الأزواج أو هجر الزوجات. وتم تعليم الآباء المسيحيين على اعتبار أطفالهم هبات من الله، وكان مطلوبًا منهم تثقيفهم. وحظرت الكنائس المسيحية زواج الأطفال المرتبة وإهمال البنات اللائي كثيرًا ما اعتبرن أقل أهمية من الأبناء الذكور في الثقافة الآسيوية.

### السياسة والقومية

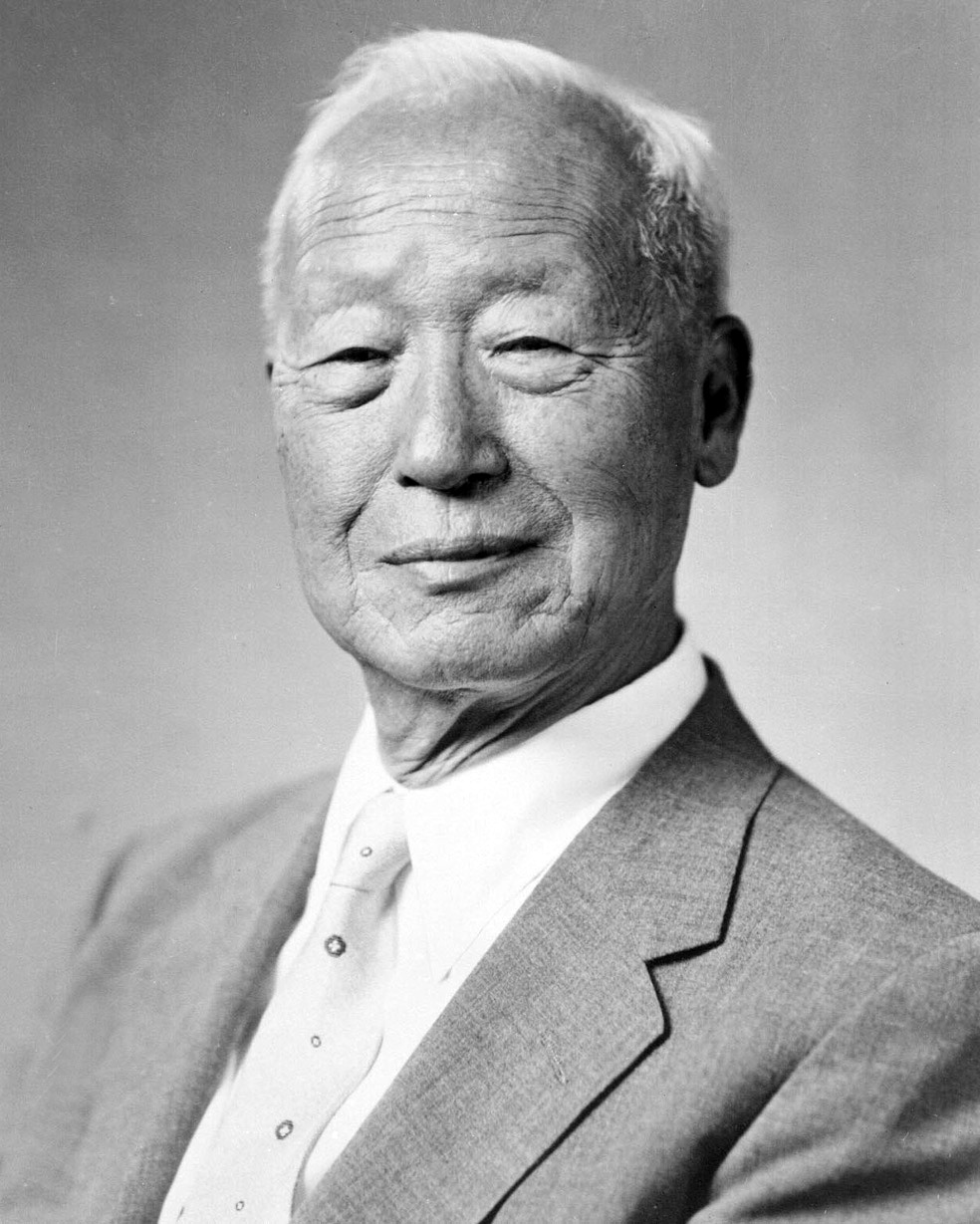
إي سنغ مان أول رئيس لحكومة جمهورية كوريا المؤقتة بالإضافة لكونه رئيس كوريا الجنوبية الأول.

خلال فترة الإستعمار الياباني لشبه الجزيرة الكورية من عام 1910 حتى عام 1945، لعبت المسيحية دورًا مهمًا في توعية الروح الوطنية والإستقلالية للجمهور، وهو ما جعل المسيحية تستقر في المجتمع الكورية. لكن في الفترة النهائية من الإستعمار الياباني، أغلقت الكنائس المقاومة للمستعمرين اليابانيين بينما بقيت الكنائس المؤيدة للحكم الإستعماري. ومرت المسيحية في كوريا بفترات مضطربة مثل الحرب الأهلية بين الشطرين، وأسهمت تلك الاضطرابات في تقويتها. وكان من أهم العوامل التي أدَّت إلى قبول واسع النطاق للمسيحية في كوريا، حيث انخرط العديد من المسيحيين للحفاظ على روح القومية الكورية أثناء الاحتلال الياباني لشبه الجزيرة الكورية من عام 1910 حتى عام 1945. وخلال هذه الفترة اضطلعت اليابان بحملة منهجية للإستيعاب الثقافي. بدأ الجيش الإمبراطوري الياباني باحتلال جزيرة جزيرة دوكدو وسميت بجزيرة تاكيشيما، وحيث فرض النظام الياباني للكوريين تعليم اللغة اليابانية وبتر الثقافة الكورية، وتحويل المواطنين الكوريين إلى مواطنين يابانيين بالدرجة الثانية. وفي عام 1938، حظرت اليابان استخدام اللغة الكورية في الحكومة والمدارس والشركات وحتى في المنزل. وقد عززت الطبيعة الكورية المميزة للكنيسة خلال تلك السنوات بالولاء للأمة التي أظهرها العديد من المسيحيين. وبينما يكفل دستور كوريا الجنوبية حرية الدين وفصل الكنيسة والدولة، فإن الحكومة تتعاطف مع المسيحية.
وفي 1 مارس من عام 1919، أصدرت مجموعة تضم ثلاثة وثلاثين من القيادات الدينية والمهنية، المعروفة باسم «حركة 1 مارس» إعلان الاستقلال. وعلى الرغم من تنظيمه من قبل قادة ديانة تشوندوغيو، فإن خمسة عشر من أصل ثلاثة وثلاثين موقعًا كانوا من البروتستانت، ومن بينهم شخصيات مثل جيل سيون جو. سجن اليابانيون الكثيرون في الحركة. أيضًا في عام 1919، تأسست الحركة المؤيدة لللإستقلال الكاثوليكية في الغالب وسميت باسم «أولميندان». وكانت حكومة جمهورية كوريا المؤقتة ومقرها في الصين بقيادة إي سنغ مان، وهو مسيحي ينتمي لمذهب الميثودية. وكانت المسيحية مرتبطة أكثر بقضية وطنية عندما رفض بعض المسيحيين المشاركة في عبادة الإمبراطور الياباني، والذي كان مطلوبًا بموجب القانون في عقد 1930. وعلى الرغم من أن هذا الرفض كان مدفوعا بالقناعات اللاهوتيَّة وليس السياسيَّة، فإن ما ترتب على ذلك من سجن العديد من المسيحيين ارتبط بقوة إيمانهم، في نظر كثير من الكوريين، بقضية القومية الكورية ومقاومة الاحتلال الياباني. كما رفض الكاثوليك والميثوديين الامتثال لمطالب حضور مراسم الشنتو. وتم ربط المسيحية أكثر مع القضية الوطنية عندما رفض بعض المسيحيين المشاركة في عبادة الإمبراطور الياباني، والتي كان مطلوبًا بموجب القانون في عقد 1930. وعلى الرغم من أن هذا الرفض كان بدافع المعتقدات اللاهوتية وليس السياسية، إلا أنَّ السجن الذي تلا ذلك للعديد من المسيحيين حدد بقوة إيمانهم، في نظر العديد من الكوريين، بقضية القومية الكورية ومقاومة الاحتلال الياباني.

### معارضة التقاليد التوفيقية
يواصل المسيحيون الأصوليون معارضة الجوانب التوفيقية للثقافة بما في ذلك التقاليد الكونفوشيوسية وتبجيل الأجداد وهي ممارسة يُمارسها حتى العلمانيون وأتباع الديانات الأخرى. ونتيجة لذلك، تخلى العديد من المسيحيين الكوريين، وخاصًة البروتستانت، عن هذه التقاليد الكورية الأصلية. لدى البروتستانت في كوريا تاريخ في مهاجمة البوذية والديانات التقليدية الأخرى مثل تخريب المعابد والتماثيل، وقد روجت بعض الكنائس الكورية البروتستانتية لبعض هذه الأعمال العدائية.
بعد رفع البابا الحظر عن التقاليد التوفيقية، اعتنق العديد من الكاثوليك الكوريين صراحة «الجيسا» (بالكوريَّة: 제사) وهي تقاليد تبجيل الأجداد في الثقافة الكورية؛ لكن التقاليد الكورية مختلفة تمامًا عن عبادة الأسلاف الدينية المؤسسية الموجودة في الصين واليابان ويمكن دمجها بسهولة كعنصر ثانوي للكاثوليكية. على النقيض من ذلك، تخلى البروتستانت عن هذه الممارسة تمامًا.

### محو الأمية والتعليم

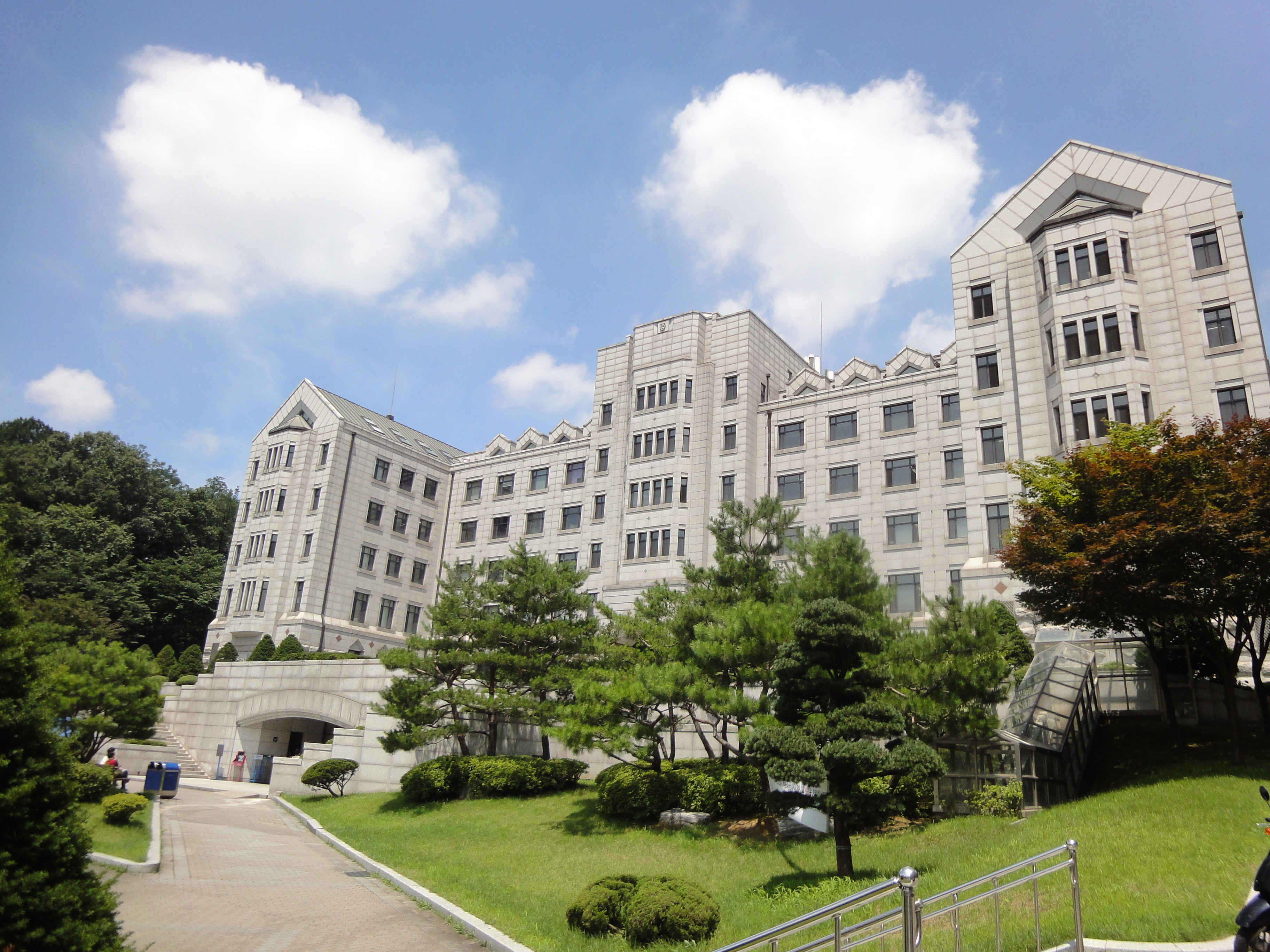
حرم جامعة يونسي المسيحيَّة في مدينة سيئول.

أثارت كتب المبشر اليسوعيّ ماتيو ريتشي والتي ابتكرها استخدام الرموز والمفاهيم الصينية لإدخال الكاثوليكية، جدلاً أكاديمياً عندما جلبهم يي غوانغ جيونغ إلى كوريا، وظلَّ الأكاديميين ينتقدون الفكر الجديد لسنوات عديدة. في أوائل القرن السابع عشر، كتب يي سو جوانج وهو باحث في المحكمة، ويو مونغ إن وهو وزير في الحكومة، تعليقات نقدية للغاية على أعمال ماتيو ريتشي. خلال القرنين التاليين، استمر النقد الأكاديمي للمعتقدات الكاثوليكية، بسبب رفضه للتبجيل الكونفوشيوسي للأسلاف. على جانب الآخر كان بعض العلماءالكوريين أكثر تعاطفاً مع الكاثوليكية. كان أعضاء مدرسة سيلهاك (بالكوريَّة: 실학؛ «التعلم العملي») يؤمنون بالبنية الاجتماعية القائمة على الجدارة بدلاً من الخضوع للطبقية، وبالتالي غالبًا ما كانوا يُعارضون من قبل المؤسسة الأكاديمية السائدة. ونظر علماء سيلهاك إلى الكاثوليكية على أنها توفر أساساً أيديولوجياً لمعتقداتهم، وبالتالي فقد انجذبت هذه النخبة إلى ما اعتبروه قيم المساواة في الكاثوليكية. وعندما تم عادت الكاثوليكية مجدداً في كوريا في القرن الثامن عشر، كان هناك بالفعل مجموعة كبيرة من النخبة المثقفة المتعاطفة معها، والتي لعبت لاحقاً دوراً بارزاً لنشر الإيمان الكاثوليكي في عقد 1790. أشارت دراسة أجريت عام 1801 إلى أنّ 55% من الكوريين الكاثوليك كانت لديهم روابط عائلية بمدرسة سيلهاك.
أخترعت الهانغل، وهي أبجدية كورية صوتية في حوالي عام 1446 من قبل علماء بلاط سيجونغ العظيم ملك جوسون، ولم تستخدم كثيراً لعدة قرون بسبب التفوق الثقافي الملحوظ للغة الصينية الكلاسيكيَّة (وكان وضعها مشابه لمكانة اللغة اللاتينية في أوروبا). ومع ذلك أصبحت الكنيسة الكاثوليكية أول منظمة دينية كورية تعتمد الهانغل رسمياً كنص أساسي لها. طلب الأسقف سيمون فرانسوا بيرنو تعليم جميع الأطفال الكاثوليك القراءة والكتابة. وطبعت أعمال الأدب المسيحي بكثرة، ومعظمها ستخدمت اللغة الكورية ونصوص الهانغل. أدّى هذا المزيج من العوامل إلى ارتفاع معدل الإلمام بالقراءة والكتابة بشكل عام، ومكنت التعاليم المسيحية من الانتشار إلى أبعد من النخبة، والتي كانت تستخدم اللغة الصينية في الغالب. في وقت مبكر من عام 1880 تم نشر أجزاء من الأناجيل في الهانغل. ونشرت كتب العقيدة الكاثوليكية في عام 1790 وتمت طباعة كتاب التراتيل الكاثوليكي في حوالي عام 1800.

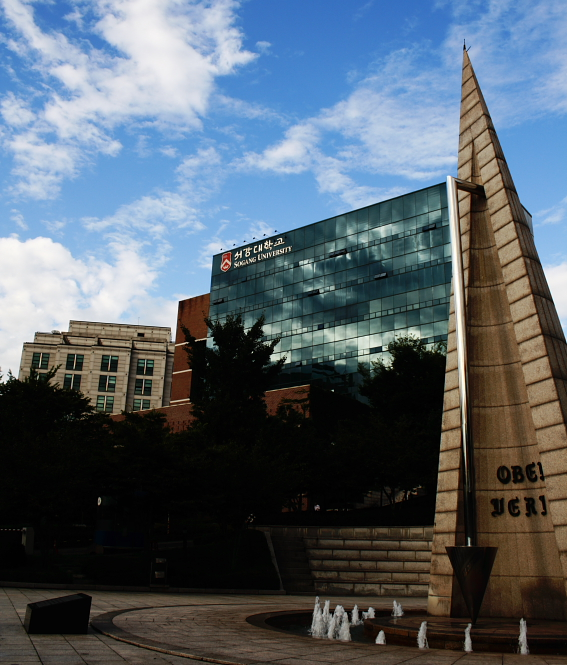
الجامعة اليسوعية في مدينة سيئول.

أكمل المبشر الإسكتلندي جون روس ترجمته للعهد الجديد إلى اللغة الكورية في عام 1887، وبدأ قادة البروتستانت بتوزيع نسخ الإنجيل. بالإضافة إلى ذلك، أنشأوا العديد من المدارس، والتي كانت أول مؤسسات تعليمية حديثة في كوريا. في عام 1886 تأسست مدرسة الميثودية إيهوا للفتيات (في وقت لاحق أصبحت جامعة إيهوا للإناث). وساعدت المدارس البروتستانتية في توسيع نطاق البروتستانتية بين عامة الناس وفي ارتفع معدل الإلمام بالقراءة والكتابة خصوصاً بين الإناث، وذلك لأن النساء سبق أن استبعدن من النظام التعليمي. وساهمت الكنائس المسيحية في كوريا الجنوبية في تقدم المجتمع الكوري خاصًة في مجالات الخدمة الطبية والتعليم، ويظهر التأثير المسيحي على التعليم من خلال 293 مدرسة مسيحية وأربعين جامعة مسيحية منها ثلاث جامعات مسيحية تتصدر قائمة أفضل خمسة مؤسسات أكاديمية في البلاد.
ينظر إلى البروتستانتية في كوريا الجنوبية كدين الطبقة الوسطى والشباب والمفكرّين وسكان المدن، وينظر في إيجابية إلى دورها المركزي في حداثة كوريا الجنوبية ومضاهاة الولايات المتحدة. وفقًا لدراسة قامت بها مركز بيو للأبحاث عام 2016 تحت اسم الدين والتعليم حول العالم يُعتبر مسيحيي كوريا الجنوبية واحدة من المجتمعات المسيحيَّة الأكثر تعليمًا حيث أن حوالي 40% من المسيحيين الكوريين حاصلين على تعليم عال ومن حملة الشهادات الجامعيَّة، كما أنهم المجموعة الدينيَّة الأكثر تعليمًا في كوريا الجنوبية. وبحسب التقديرات عام 2017 لدى المسيحيين الكورييين أعلى نسبة من خريجي الجامعات والحاصلين على شهادة جامعية (50.4%) والحاصلين على درجات في الدراسات العليا (11.6%) للفرد في البلاد.

### الاقتصاد
يعزى النمو الاقتصادي السريع لكوريا الجنوبية في الستينيات والسبعينيات من القرن العشرين عادة إلى سياسة التصنيع الموجه نحو التصدير بقيادة بارك تشونغ وللقيم الثقافية للشعوب الأصلية وأخلاقيات العمل، والتحالف القوي مع الولايات المتحدة، وضخ رأس المال الأجنبي. يعتبر الكثير من المسيحيين الكورييين أنَّ دينهم كان عاملاً في النمو الاقتصادي الدراماتيكي للبلاد على مدى العقود الثلاثة الماضية، معتقدين أن نجاحها وازدهارها هي دلائل على نعمة الله. وتشير دراسة أجريت عام 2003 من قبل الاقتصاديين روبرت ج. بارو وراشيل ماكليري إلى أن المجتمعات ذات المستويات العالية من الاعتقاد في السماء ومستويات عالية من التردد على الكنائس في كوريا الجنوبية تظهر معدلات عالية من النمو الاقتصادي. كان نموذج بارو وماكليري مؤثرًا في الدراسات اللاحقة، وبالنسبة لبعض المراقبين، فإنه يدعم الاعتقاد بأن المسيحية قد لعبت دورًا رئيسيًا في النجاح الاقتصادي لكوريا الجنوبية.
معظم الشركات الكبرى في كوريا الجنوبية يديرها مسيحيون، وعلى الرغم من أن المسيحيين ليسوا الغالبية في كوريا الجنوبية. واستنادًا إلى نموذج بارو وماكليري، فإن المسيحية قد لعبت دورًا رئيسيًا في نجاح كوريا الجنوبية في المجال الاقتصادي. بالمقابل فإن هذه الدراسة أنتقدت من قبل بعض الباحثين مثل دولراف وتان. حيث وجدوا أنَّ هناك ميل لبناء الكنائس الكبرى منذ عام 2000، الأمر الذي يؤدي ببعض الكنائس التورط بالديون المالية.

### قضايا سياسية

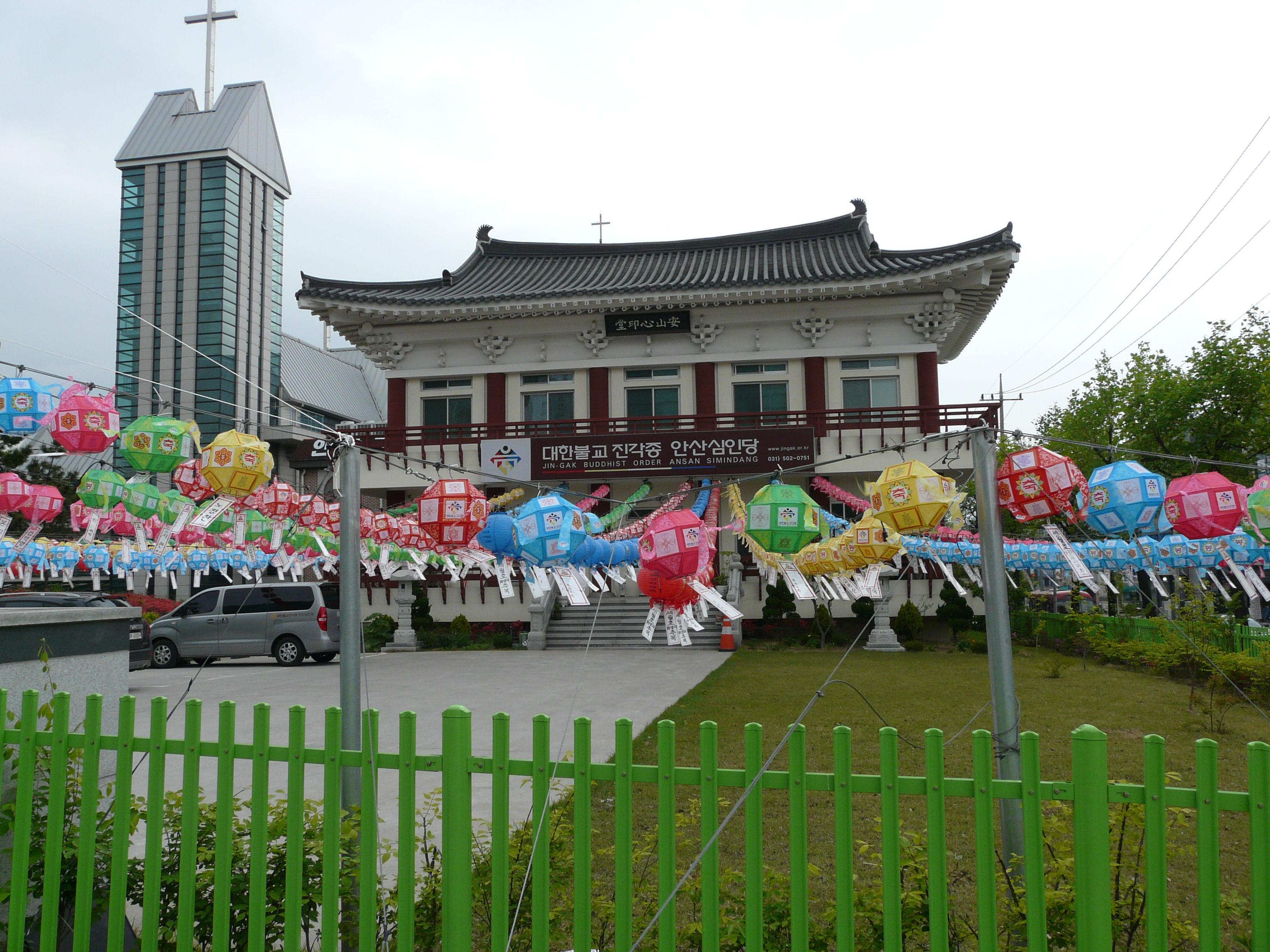
كنيسة مسيحيَّة تُجاور معبد بوذيّ في أنسان.

كانت هناك انتقادات سياسية واجتماعية مختلفة في المشهد المسيحي الكوري خلال تولى الرئيس إي ميونغ باك السلطة. واقترحت حكومة كوريا الجنوبية تقييد مواطني كوريا الجنوبية الذين يعملون في البعثات التبشيرية في الشرق الأوسط. انتقد البروفسور سون بونغ هو من جامعة غوشين الرئيس إي ميونغ باك بسبب مشاركته في اجتماع للصلوات المسيحية على المستوى الوطني في مارس عام 2011 والذي أشار إلى خطر محتمل من التأثير البروتستانتي القوي في السياسة العلمانية في كوريا الجنوبية. وتزايد الأعمال العدائية من قبل المسيحيين البروتستانت ضد البوذية، وقد وجهت انتقادات قوية ورد فعل عنيف ضد الكنائس البروتستانتية من قبل الجمهور في كوريا الجنوبية.
وكان العداء البروتستانتي الأصولي ضد البوذية قضية رئيسية للتعاون الديني في كوريا الجنوبية، وخاصًة خلال التسعينيات إلى أواخر عقد 2000. وأثارت أعمال التخريب ضد المرافق البوذية و«الصلاة لتدمير جميع المعابد البوذية» انتقادات. وقد اعتبر البروتستانت التماثيل البوذية أصنام، وهاجموا العديد من تماثيل بوذا. وكان من الصعب اعتقال المنفذين، وقد أدت هذه الأعمال، التي يدعمها بعض الزعماء البروتستانت، إلى أن يكون لدى العديد من الكوريين الجنوبيين نظرة سلبية متزايدة حول البروتستانتية. وعلى النقيض من ذلك ظلَّت العلاقات بين الكاثوليك والبوذيين الكوريين وغيرهم من الديانات متعاونة إلى حد كبير.

## معرض الصور

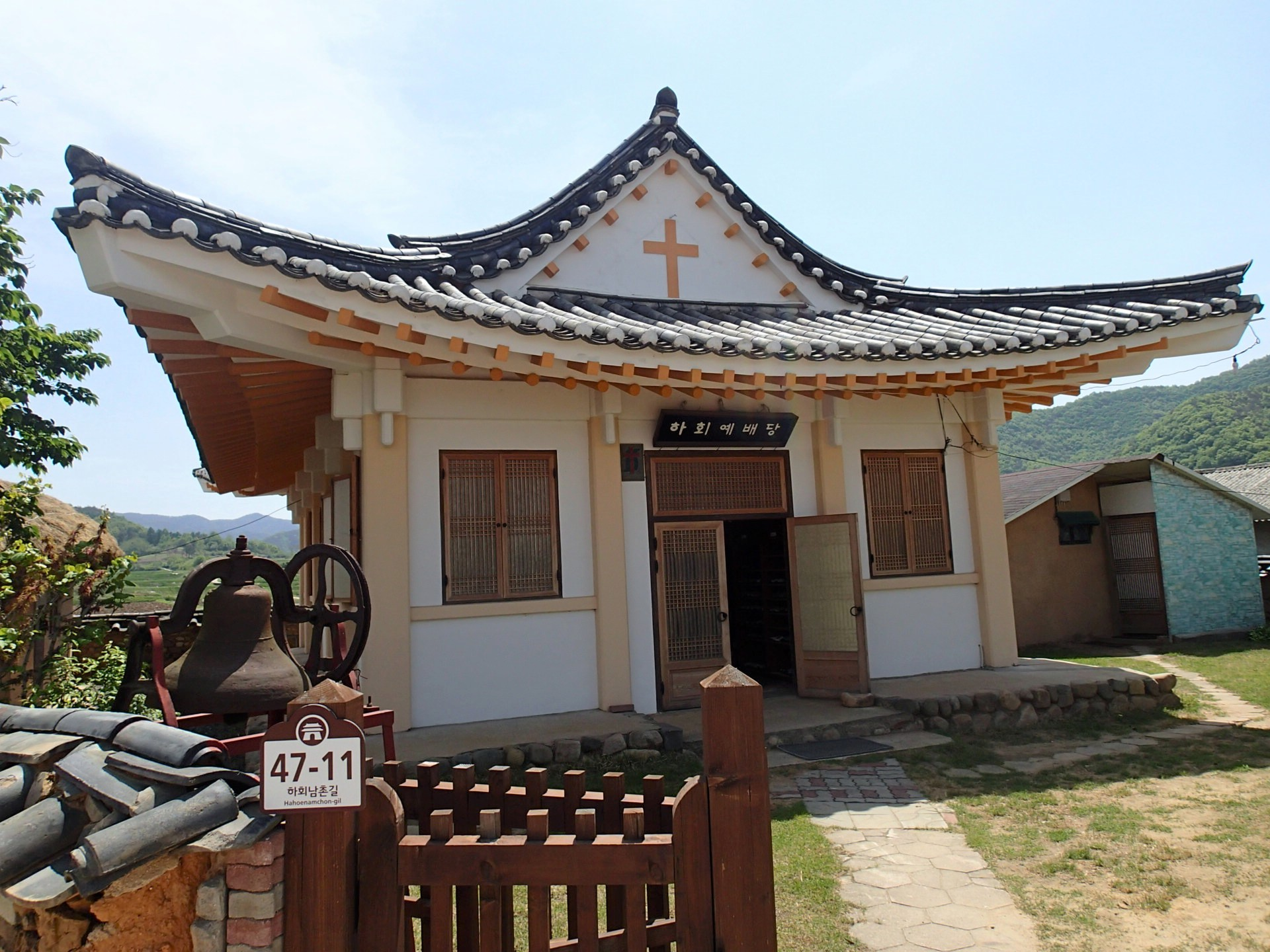
كنيسة كاثوليكية في هاهوي
كاتدرائية إنتشون الكاثوليكية
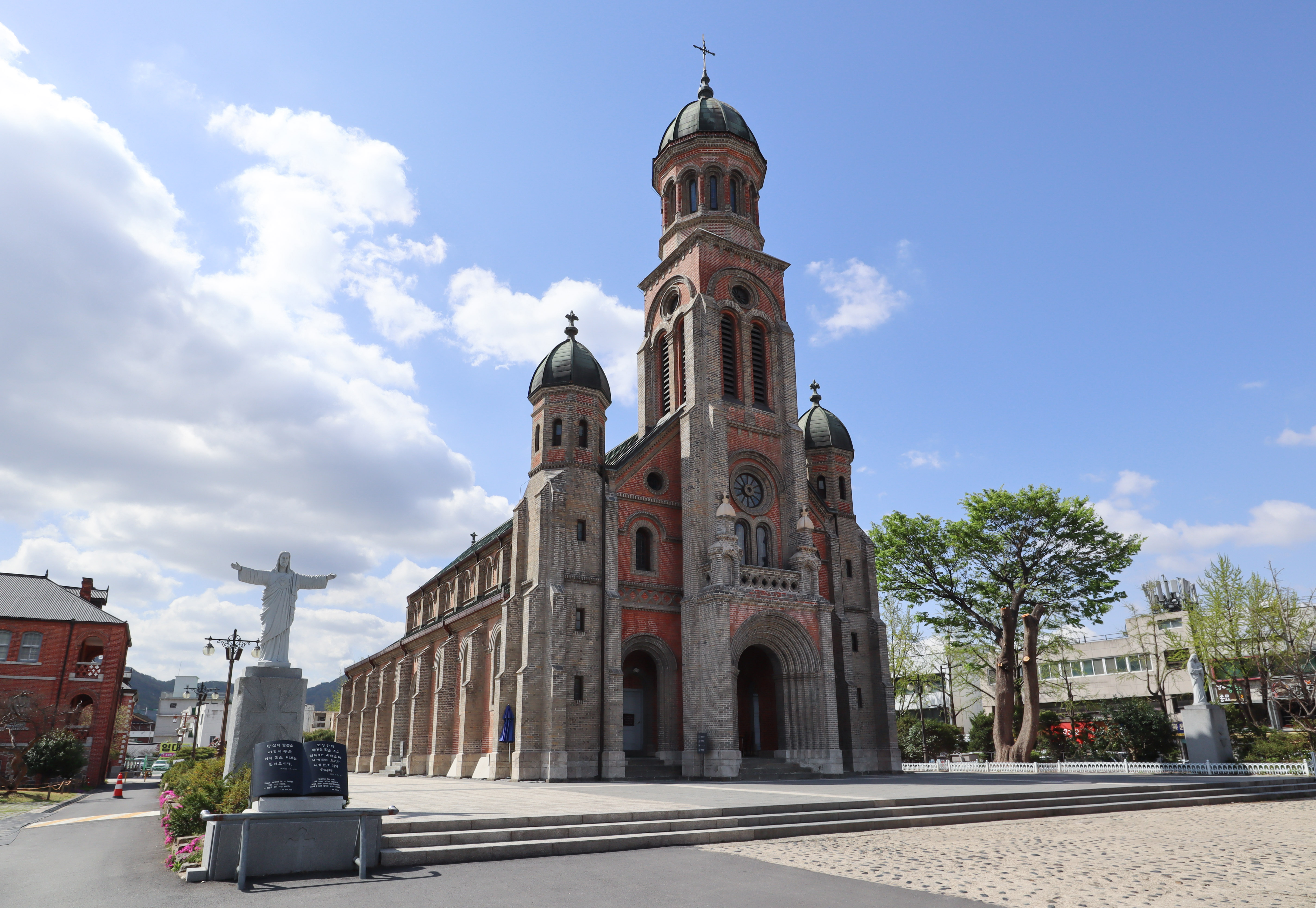
كاتدرائية جيوندونغ فرنسيس كسفاريوس الكاثوليكية في مدينة جونجو
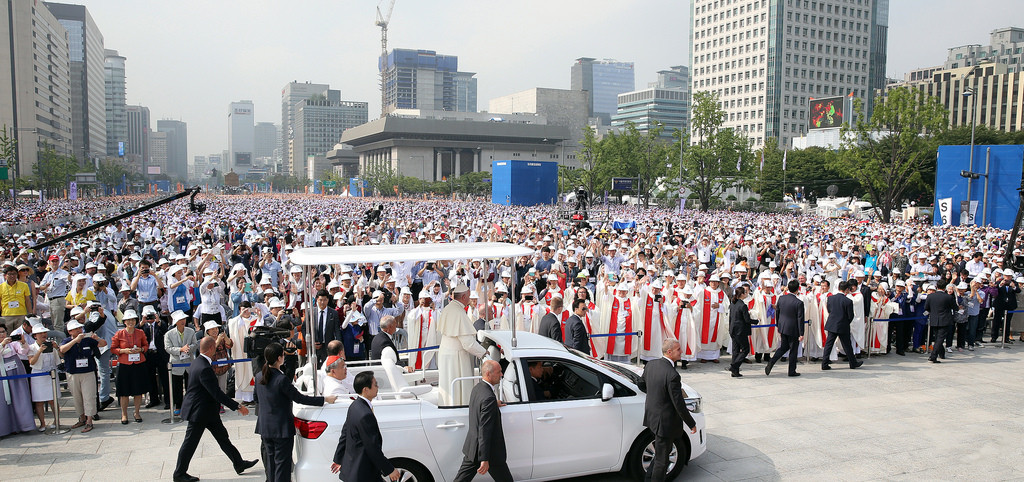
زيارة البابا فرنسيس إلى كوريا الجنوبية عام 2014
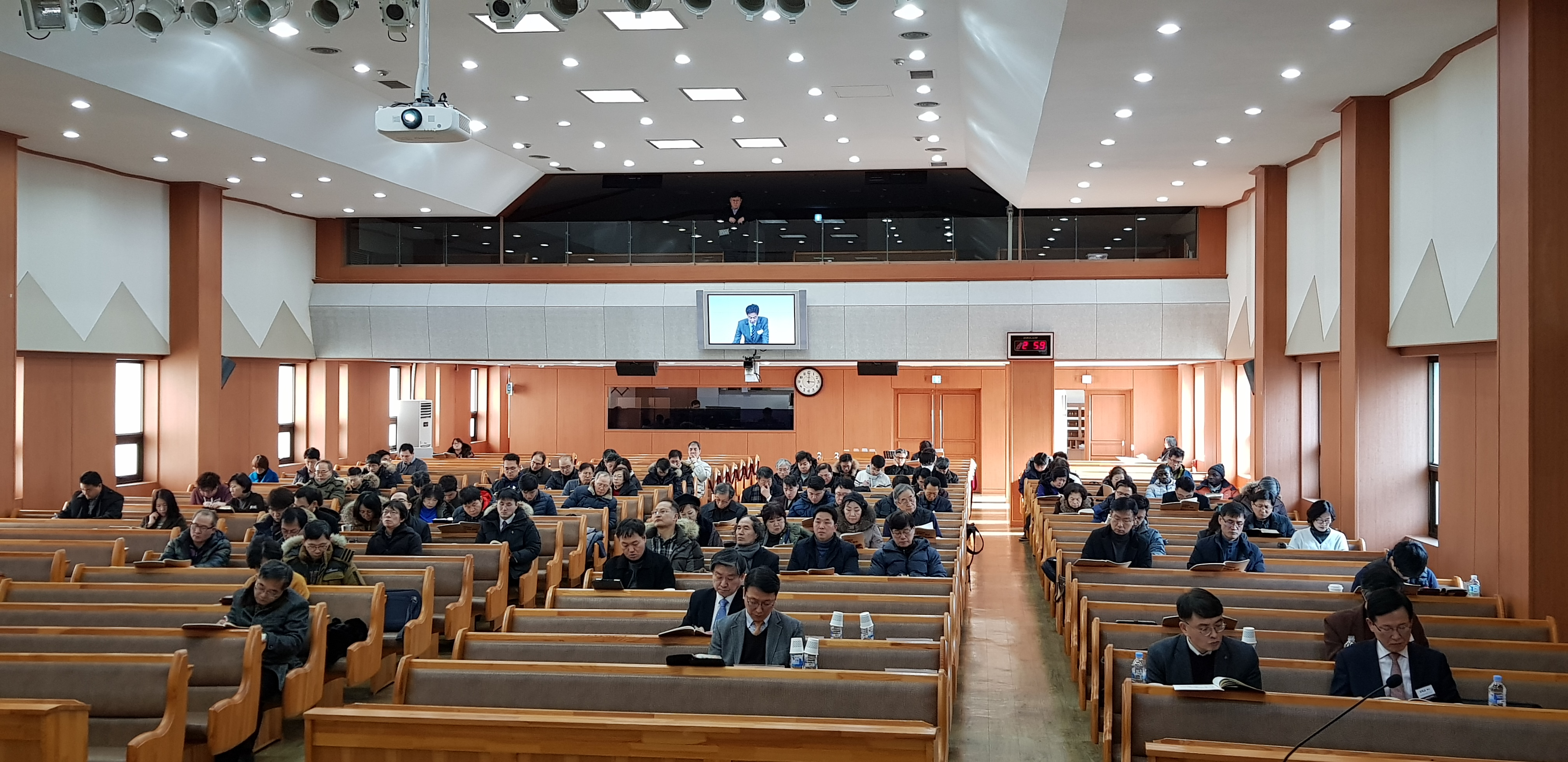
مجموعة تقوم بدراسة الكتاب المقدس
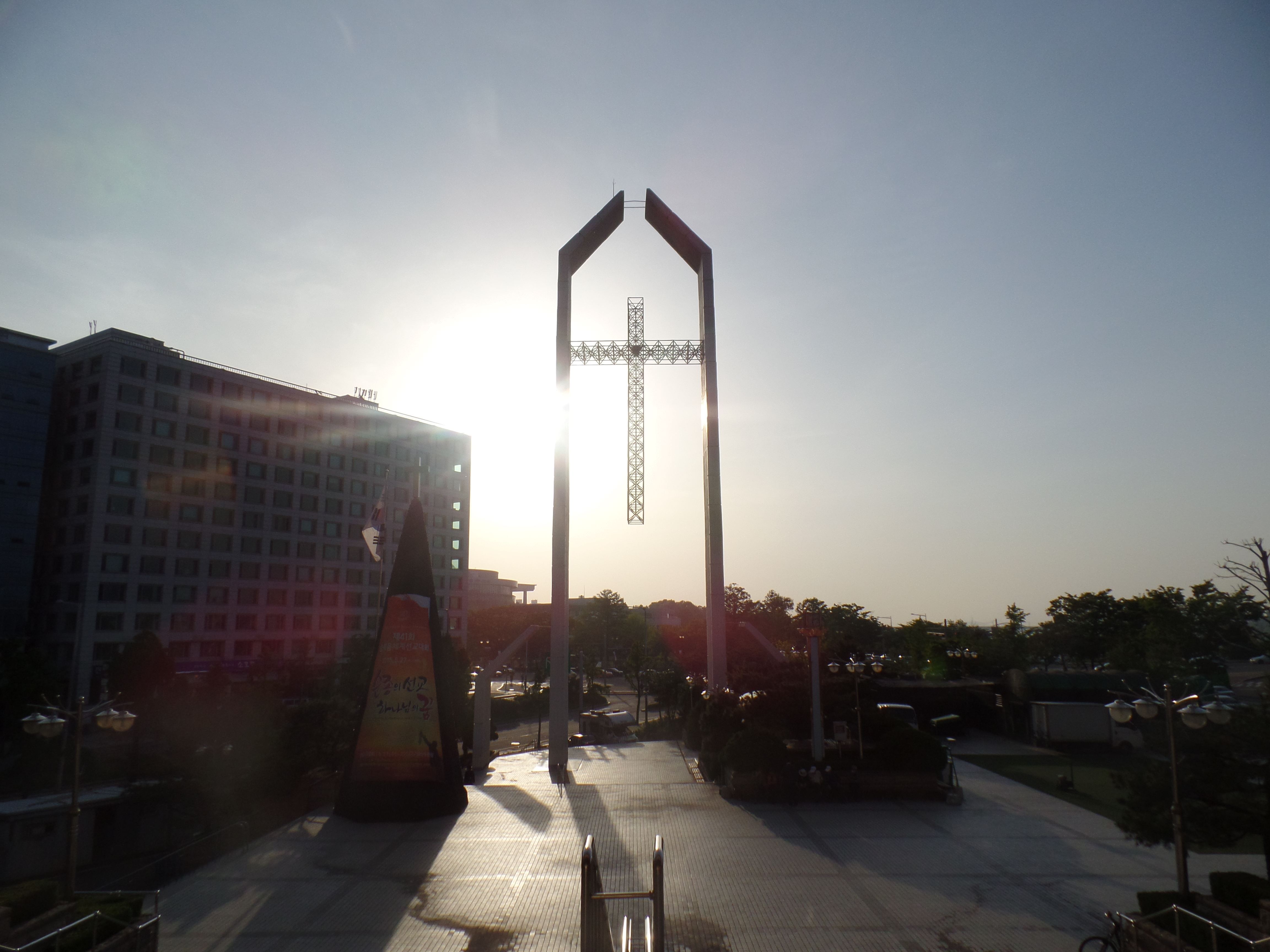
صليب أمام كنيسة يوييدو الإنجيلية في سيول
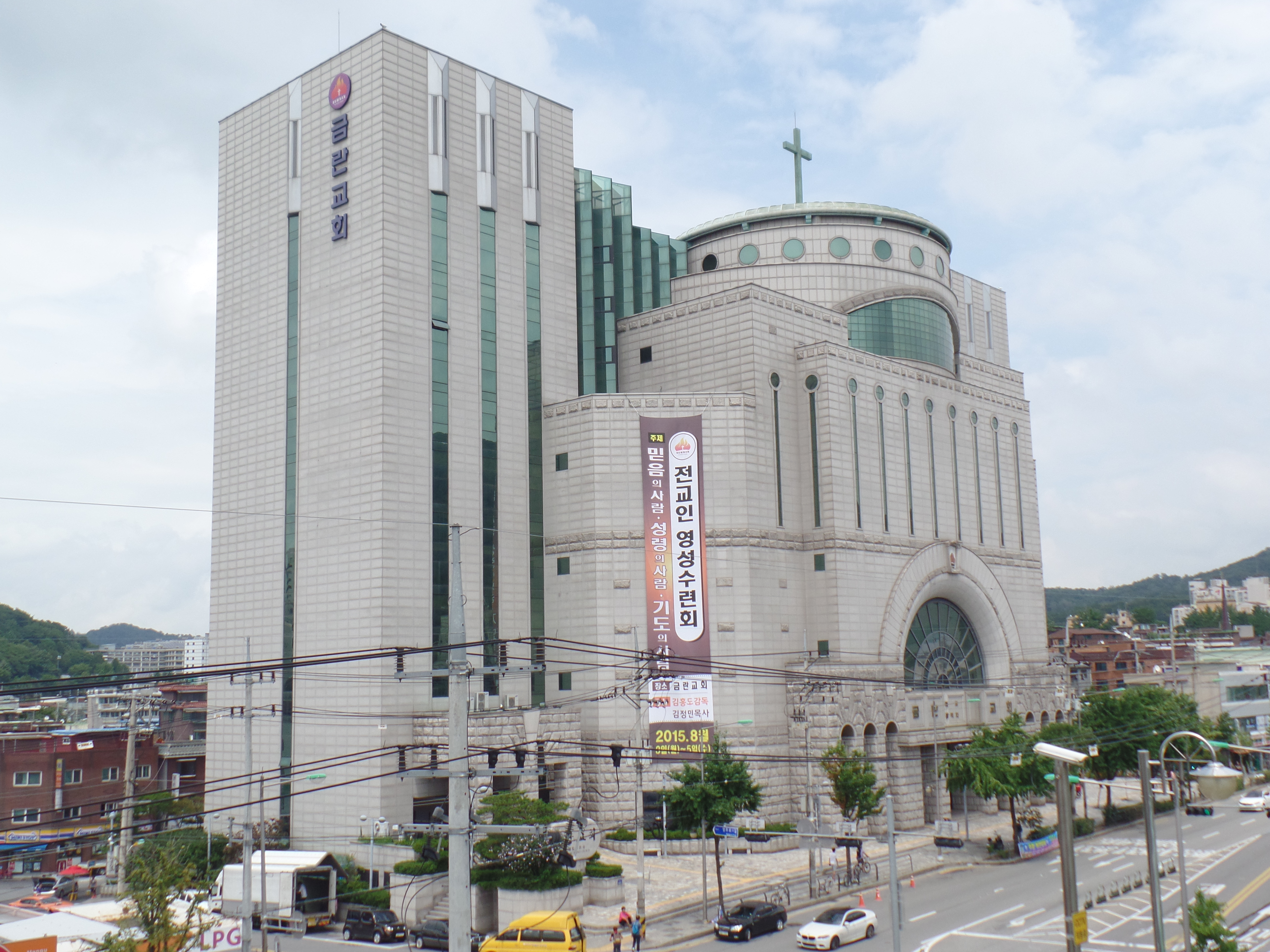
كنيسة كامنان الميثودية في سيول
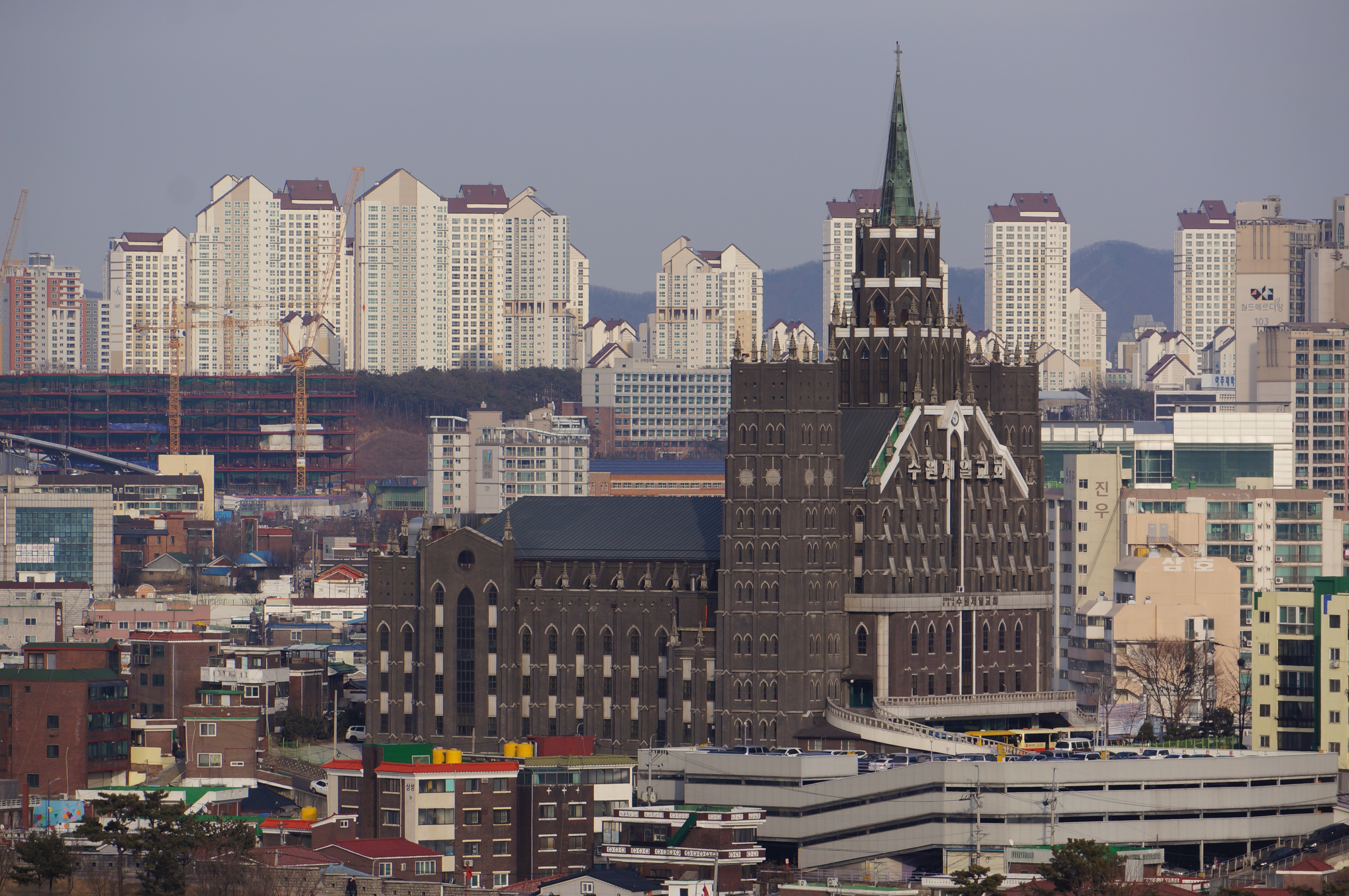
كنيسة جيل المشيخية في سوون
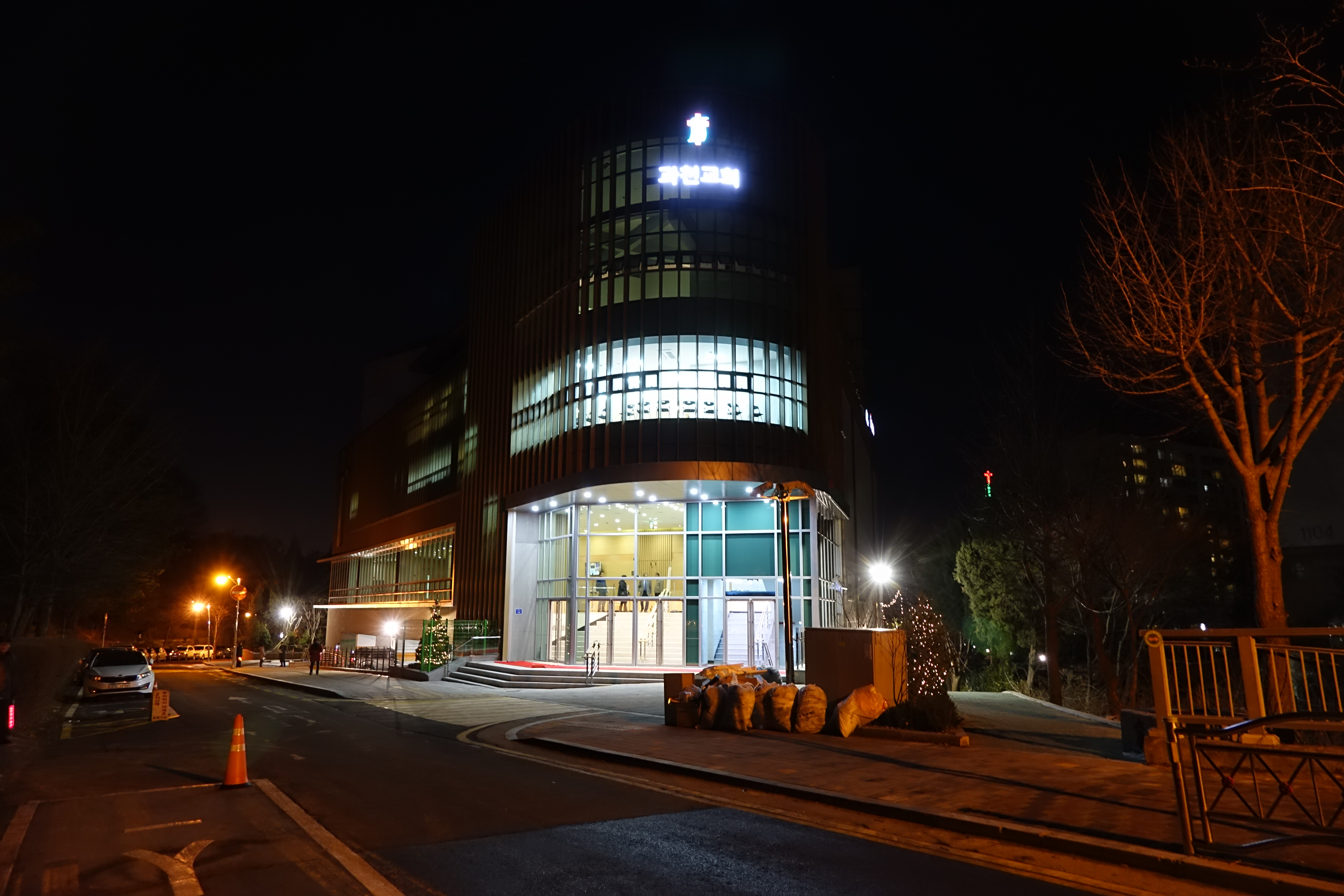
كنيسة غواشون البروتستانتية